# Processo a Michael Jackson

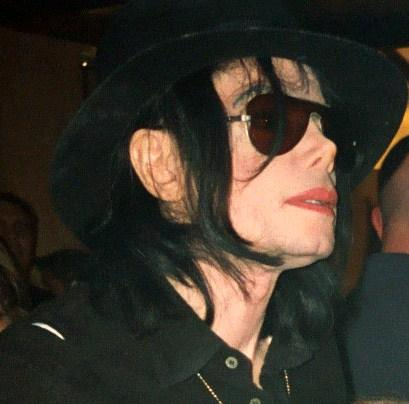
Michael Jackson nel 2003 a Las Vegas, ritratto qualche giorno prima dell'arresto.

Il processo a Michael Jackson (nome completo caso 1133603: il popolo dello Stato della California contro Michael Joseph Jackson) è stato un processo penale del 2005 tenutosi presso il tribunale superiore della contea di Santa Barbara a Santa Maria, in California, in cui il cantante americano Michael Jackson è stato accusato di aver molestato Gavin Arvizo, un ragazzo che Jackson aveva aiutato a guarire dal cancro e che aveva tredici anni al momento del presunto abuso. Jackson fu rinviato a giudizio per dieci capi d'accusa, di cui quattro minori: quattro per presunte molestie su un minore, quattro per presunta somministrazione di una sostanza intossicante (alcool) su un minore al fine di commettere tale reato, uno per presunte tentate molestie su minori e uno per presunta cospirazione, ovvero trattenere il ragazzo e la sua famiglia prigionieri a fini estorsivi e di sottrazione di minori. Il 13 giugno 2005, dopo circa quattro mesi di dibattito, la giuria lo riconobbe non colpevole verso tutte le accuse.

## Antefatti

### Documentario di Bashir e filmatoTake Two

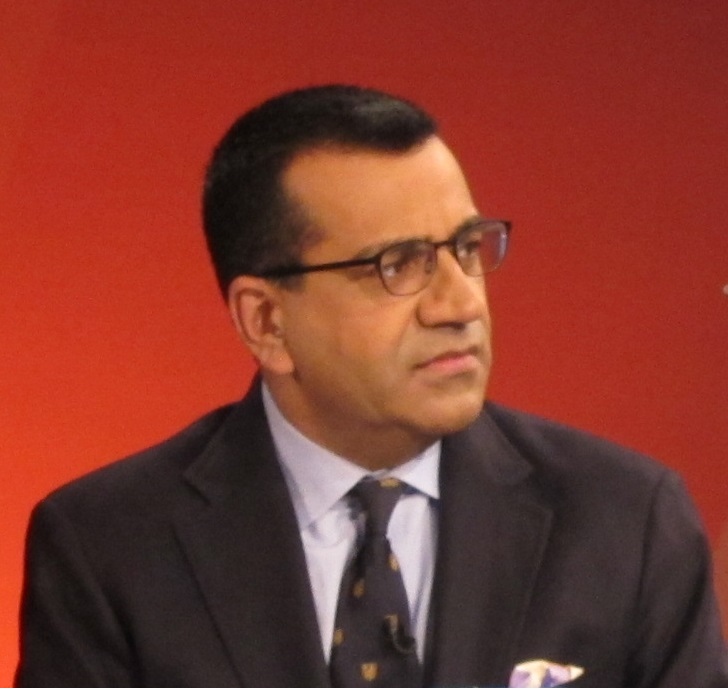
Martin Bashir nel 2012.

Il 3 febbraio del 2003 la Granada Television mandò in onda un documentario dal titolo Living with Michael Jackson del giornalista britannico Martin Bashir, il quale aveva intervistato e seguito il cantante nella sua vita quotidiana per un periodo di otto mesi. Tre giorni dopo fu trasmesso anche negli USA.
In un frammento del documentario veniva presentato Gavin Arvizo, un giovane che Jackson aveva conosciuto tramite un'associazione benefica e che il cantante aveva aiutato a guarire dal cancro pagandogli alcune cure e invitandolo nella sua residenza, il Neverland Ranch, per riprendersi da tali cure. In una scena del documentario si parlava dell'inaspettata ripresa del ragazzo dal cancro mentre quest'ultimo appoggiava la testa sulla spalla del cantante e lo teneva per mano. Nel video si raccontava anche di una notte durante la quale il ragazzo, allora tredicenne, aveva dormito nel letto della popstar mentre il cantante si era coricato sul pavimento. Jackson spiegava che molti bambini, tra cui Macaulay Culkin, suo fratello minore Kieran e le loro sorelle, avevano dormito nel suo letto.
Quando il giornalista gli chiese se riuscisse a capire perché alcuni avrebbero disapprovato venendolo a sapere, Jackson rispose che quando si dice "letto" si pensa subito a qualcosa inerente al sesso ma che, invece, non era successo niente di tutto ciò perché avevano soltanto dormito insieme. Queste rivelazioni sulle abitudini del cantante furono la principale causa delle polemiche e dei sospetti che seguirono l'uscita del documentario. Più tardi Gavin dichiarò che non sapeva che il filmato sarebbe stato trasmesso in tutto il mondo e che dopo la messa in onda fu preso in giro dai suoi amici e sua madre sostenne che non aveva accordato a Bashir il permesso di filmare suo figlio.
Dapprima, in risposta alle polemiche, il procuratore distrettuale Thomas W.Sneddon Jr. dichiarò che secondo la legge della California se un adulto dorme nello stesso letto con un bambino non commette alcun reato, a meno che non assuma un comportamento offensivo. Successivamente, però, quando la famiglia di Gavin cambierà versione, il procuratore accuserà la popstar di ben 10 capi di imputazione.
Jackson disse di sentirsi tradito dal giornalista e accusò il documentario di averlo mostrato in maniera distorta.
Durante il processo che ne seguirà, la difesa mise in evidenza che alcuni spezzoni delle riprese erano stati tagliati in fase di montaggio. Questi furono proiettati in aula (Reperto 5009-A, 5009-B, 5009-C) e includevano, tra gli altri, i complimenti di Bashir per il rapporto che la popstar aveva instaurato con i figli; per il bene che faceva aiutando i bambini disagiati che ospitava al Neverland Ranch; i complimenti per il suo rapporto con i ragazzini nel ranch. La difesa fece notare che nel montaggio finale mandato in onda, questi frammenti di intervista erano stati sostituiti dalla voce fuori campo del giornalista, che asseriva invece di essere stato turbato dal rapporto che il cantante aveva con i bambini.
In seguito Jackson diffuse un proprio contro-documentario, chiamato Take Two: The Footage You Were Never Meant to See, filmato dal suo cameraman personale in contemporanea a quello di Bashir, col quale cercò di arginare le polemiche che si erano sollevate.

### Video di confutazione

#### Reperto 5000-A
Un colloquio tra la famiglia Arvizo e l'investigatore privato Brad Miller fu girato nella notte del 16 febbraio 2003 nella casa di Hamid Moslehi, il cameraman personale di Jackson. In esso gli Arvizo sostenevano che il cantante aveva dimostrato un amore incondizionato nei loro confronti, che non c'erano mai state da parte sua né molestie né alcun comportamento inappropriato e confermavano quanto raccontato dalla popstar, cioè che i ragazzi avevano dormito nel suo letto ma che lui aveva riposato sul pavimento. La madre Janet dichiarava che « il rapporto che Michael ha con i miei figli è bello, amorevole, è come un padre per loro. Per i miei figli e per me Michael è parte della famiglia » e che stava pensando di intraprendere azioni legali contro Martin Bashir; parlava degli organi che il figlio aveva perso a causa del cancro, dell'ex marito accusato di nove reati, tra cui maltrattamento di minori e minacce, perpetrati anche durante le cure per il cancro, e sosteneva che Jackson, invece, era una persona « gentile, pacata e affettuosa », che la relazione con i suoi figli era pura e innocente e che, a differenza di tutti coloro che le avevano sbattuto la porta in faccia, lui le aveva assicurato che « forse non siete importanti per molti, ma siete importanti per me ».
Gavin aggiungeva che l'artista era riuscito sempre a farlo sorridere, che poteva chiamarlo in qualsiasi momento, anche quando era in giro per il mondo, e che lui non voleva che si affliggesse per la sua malattia.
Nel 2005, però, la famiglia portò Jackson in tribunale smentendo le dichiarazioni fatte due anni prima. In aula, dopo che Davellin Arvizo, sorella di Gavin, ebbe testimoniato contro il cantante, la difesa di Jackson mostrò allora un secondo video, girato il 20 febbraio 2003: qui gli Arvizo, verosimilmente ripresi a loro insaputa, discorrevano di quando il cantante li aveva chiamati per telefono ed erano andati per la prima volta a Neverland, di quanto il posto fosse loro piaciuto e di come Gavin, al momento della partenza, volesse restare in compagnia della popstar che, con il consenso della famiglia, aveva deciso di assecondarlo; Gavin, concordemente alla versione di Jackson, raccontava di avere dormito nel letto di quest'ultimo mentre la star aveva riposato con le sue coperte sul pavimento, e diceva di essersi subito affezionato a lui e che lui era umile e buono; ivi Janet raccontava anche che mentre i medici non le davano speranze per il figlio, Jackson le diceva che non accettava quel destino e che la speranza c'era perché « Dio opera attraverso la gente », e la donna riteneva che « Dio ha scelto di lavorare attraverso Michael per riportare la vita a Gavin, agli altri due miei figli e a me » e diceva che il cantante permetteva ai bambini di chiamarlo papà e che si comportava proprio come un padre perché « li indirizza, ha un meraviglioso senso dell'umorismo. Li aiuta a credere che i sogni diventano realtà, se si ha un cuore puro »; Star, il fratello di Gavin, aggiungeva che il cantante era più paterno del loro padre biologico, che dedicava loro tutto il suo tempo libero, che a Neverland potevano fare quello che volevano, andare al cinema, sulle giostre e altro ancora; nel video gli Arvizo lo elogiavano definendolo onesto, degno di fiducia, affettuoso, apprensivo, divertente, altruista e premuroso; parevano furiosi per le insinuazioni fatte da Bashir, offesi per ciò che aveva riportato la stampa ed erano convinti che i media volessero crocifiggere il cantante; la madre rifletteva che « a chi profana l'affetto che Michael esprime ai miei bambini, mettendo tutto in subbuglio e distorcendo la situazione, posso solo dire di guardarsi nel cuore e tirare fuori un sentimento innocente, come quello tra Michael e Gavin », mentre Gavin rispondeva che « loro non capiscono Michael ».
La replica dell'accusa in seguito alla proiezione di questo secondo video, fu che si trattava di una montatura architettata artatamente dalla difesa.

### Altre conseguenze del documentario di Bashir
Il 20 febbraio 2003 Janet Arvizo fu intervistata dal Sensitive Case Unit del Los Angeles Department of Children & Family Services (DCF) nell'ambito di un'indagine svolta in collaborazione con la polizia di Los Angeles. Un ufficiale scolastico del Los Angeles Unified School District aveva presentato una denuncia in quanto era preoccupato per il ragazzo, che in seguito sarebbe diventato l'accusatore di Jackson, e per suo fratello minore: dopo aver visto il documentario di Bashir, il funzionario sospettò che il cantante avesse abusato sessualmente dei ragazzi e che la madre non avesse vigilato abbastanza su di loro. L'intera famiglia insistette riguardo al fatto che nessun contatto inappropriato con Jackson si era verificato.
Il caso fu chiuso e le accuse contrassegnate come "infondate". Nel novembre 2003 ne fu redatta una relazione.
A causa del documentario la famiglia Arvizo era vessata dalla pressione dei media e decise di fare un viaggio in Brasile, che le sarebbe stato offerto dal cantante; successivamente, però, gli Arvizo decisero di annullarlo e tornarono per l'ultima volta al Neverland Ranch (durante il processo che seguirà, la famiglia dichiarerà di essere stata costretta ad allontanarsi, mentre un testimone la smentì).
Quindi Janet decise di contattare l'avvocato Dickerman per muovere causa contro Bashir e l'azienda britannica per cui lavorava per avere filmato suo figlio Gavin senza autorizzazione. Questi, a sua volta, contattò l'avvocato Feldman e indirizzò gli Arvizo da lui. Feldman era già stato l'avvocato dei Chandler, la famiglia che aveva accusato Jackson di abusi sessuali su minore nel 1993 e con la quale l'assicurazione del cantante aveva stilato un accordo extragiudiziario perché il cantante in quel momento era in tournée e i suoi soci non volevano perdere ingenti somme di denaro a causa di un processo; la popstar in cambio aveva preteso che gli fosse riconosciuta la totale estraneità ai fatti su un documento che la difesa aveva depositato successivamente in tribunale. Anni dopo Jordan Chandler denunciò suo padre per tentato omicidio e, secondo alcune fonti mai confermate, nei giorni successivi al decesso del cantante avrebbe dichiarato di essere stato costretto dal padre a mentire per estorcere denaro al cantante.
Feldman fece sottoporre Gavin a delle sedute con uno psicologo, il dottor Katz. Ottenuto il rapporto dello specialista, contattò il Dipartimento di assistenza sociale della contea informandolo che si sarebbe potuto trattare di un caso di spicco, ma il Dipartimento lo reindirizzò direttamente alla polizia. L'avvocato chiamò allora il procuratore distrettuale Sneddon, che aveva già indagato Jackson nel 1993 (nel 2004, quando Jackson fu arrestato, gli Arvizo vollero intentare causa anche contro il Dipartimento perché si era lasciato sfuggire il loro nome con la stampa).
Nel luglio 2003 il Dipartimento dello sceriffo di Santa Barbara interrogò la famiglia. Il 18 novembre un gruppo di oltre settanta investigatori dell'Ufficio del procuratore distrettuale e del Dipartimento eseguirono una perquisizione al Neverland Ranch. Le modalità di intervento furono criticata da alcuni osservatori, prima per il quantitativo elevato di forze dell'ordine dispiegate nelle perlustrazioni, e poi per quello degli esperti assunti per la ricostruzione del caso, partendo dal DNA, dai grafici, dalle finanze, dalla telefonia, dall'acustica e da altro. Il procuratore distrettuale aprì anche un sito web rivolto a chiunque fosse stato molestato da Michael Jackson e/o che disponesse di informazioni in merito sulla star e avesse voluto mettersi in contatto ma che non sortì nessun risultato.
Durante il controinterrogatorio a Feldman, Thomas Mesereau, avvocato difensore del cantante, dimostrò che i due avvocati dell'accusa avevano concertato un piano per ottenere dal caso Arvizo più profitti possibili illustrando alla giuria una serie di fax e lettere che i due uffici legali si erano scambiati dopo che Dickerman aveva mandato gli Arvizo da Feldman. 
Mesereau chiese a Feldman anche se avesse mai parlato con il presentatore TV Larry King in presenza di Janet Arvizo. Feldman negò di averlo fatto ma fu smentito da King stesso durante la sua testimonianza.

## Le indagini dell'FBI e di altri organi competenti
Riguardo alle accuse mosse contro Jackson, l'FBI affermò di aver realizzato una propria inchiesta realizzando un fascicolo di 333 pagine, pubblicate tutte nel dicembre 2009 su internet, frutto di 13 anni di indagini segrete tra intercettazioni telefoniche, conti bancari sotto controllo e microspie nascoste nell'abitazione di Jackson, dichiarando di aver chiuso il caso perché i fatti non sussistevano; lo stesso fecero sia il dipartimento di assistenza all'infanzia e lo stesso dipartimento di polizia, con lo stesso esito negativo.

## Precedenti della famiglia Arvizo
Durante il processo vennero esposti una serie di casi di estorsione della famiglia Arvizo ai danni di personaggi famosi: testimonianze del comico Chris Tucker, del presentatore Jay Leno e dell'attore George Lopez. Vennero inoltre presentate prove contro di loro che dimostravano che avevano anche frodato l'assistenza sociale. Grazie a queste prove, Janet Arvizo fu condannata per frode nel febbraio 2006: dovette prestare 150 ore di servizio alla comunità e pagare 8.600 dollari.

### Il caso del J. C. Penney
Al processo vennero inoltre riportate le testimonianze dei proprietari dei magazzini della J. C. Penney Corporation, dove gli Arvizo vennero sorpresi a taccheggiare nell'agosto 1998 venendo arrestati.
Il fatto scaturì da una scorrettezza commessa da Gavin, il quale aveva rubato un indumento dal grande magazzino J.C. Penney nel West Covina, California e conseguentemente al furto, la sorveglianza fu costretta a seguire la famiglia nel parcheggio. Star Arvizo, fratello di Gavin, dichiarò di aver visto la madre subire delle molestie da parte delle guardie della J. C. Corporation. Quando la famiglia intentò una causa civile per risarcimento, Janet disse che era stata picchiata e molestata e durante la causa produsse delle foto raffiguranti dei lividi. La J.C. Corporation fu costretta a pagare 152.000 dollari. Tuttavia dai verbali della polizia relativi all'arresto non risultava nulla della presunta aggressione; in seguito si scoprì che il pestaggio le era stato inflitto dal marito e successivamente, al processo Jackson, Star dichiarò di aver mentito riguardo alle molestie subite dalla madre nel parcheggio (come risulta dai vari controinterrogatori degli Arvizo). Questo servì a provare che i bambini Arvizo erano stati addestrati a mentire dalla madre già in un precedente processo.

## Accuse e arresto

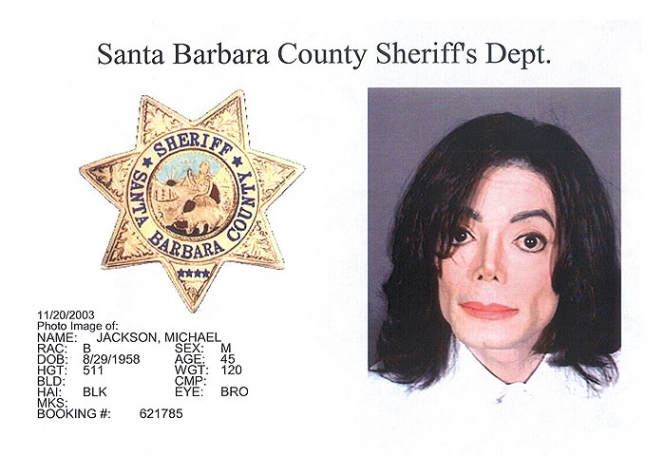
La foto segnaletica di Jackson.

Quando la famiglia Arvizo riformulò le proprie accuse, dichiarando che Jackson si era comportato in maniera impropria con Gavin Arvizo, il procuratore distrettuale Thomas Sneddon il 18 dicembre 2003 emise un mandato d'arresto per Jackson con 10 capi di imputazione: quattro per molestie su un minore, quattro per somministrazione di una sostanza intossicante su un minore al fine di commettere tale reato, uno per tentate molestie su minori, e uno per cospirazione, ovvero trattenere il ragazzo e la sua famiglia prigionieri a fini estorsivi e di sottrazione di minori.
L'accusa dichiarò che Jackson aveva in sette occasioni «intenzionalmente e illegalmente commesso un volgare e lascivo atto, su e con il corpo del ragazzo e alcune parti e membri dello stesso, con l'intento di suscitare passioni e desideri sessuali» sia di Jackson sia del ragazzo e che questo comportamento era stato di natura sessuale. Inoltre Jackson fu accusato, in due di queste occasioni, di aver somministrato al ragazzo un agente inebriante con l'intenzione di rendere più facile l'atto menzionato in precedenza.

### Presunti co-cospiratori
L'atto d'accusa includeva anche altri cinque presunti cospiratori, che però, al contrario di Jackson, non furono mai incriminati e processati:
- Frank Cascio (segnato erroneamente dalla polizia come Frank Tyson, in realtà suo nome d'arte), 23 anni, in quel momento assistente personale di Jackson, che secondo l'accusa aveva presumibilmente minacciato il fratello minore dell'accusatore ed assistito ad una parte dei reati. Jackson e Cascio erano amici da quando questi era un ragazzino. Il padre del giovane era il portiere in un albergo di New York, dove Jackson aveva alloggiato più volte, e lui e la sua famiglia divennero presto amici del cantante.
- Vincent Amen (chiamato anche Vinnie "Black"), 24 anni, aveva lavorato per la società di produzione di Jackson e avrebbe tenuto la famiglia a Neverland contro la loro volontà; conobbe Jackson attraverso Cascio.
- Marc Schaffel, Dieter Wiesner e Ronald Konitzer[6] erano “soci” di Jackson, ma dalla testimonianza della ex moglie del cantante emerse che i tre si stavano approfittando di lui; la donna dichiarò, inoltre, che in tutti i modi stavano cercando di trarre profitto dal nome Jackson; li definì bugiardi e avvoltoi opportunisti[36].

### L'arresto di Jackson

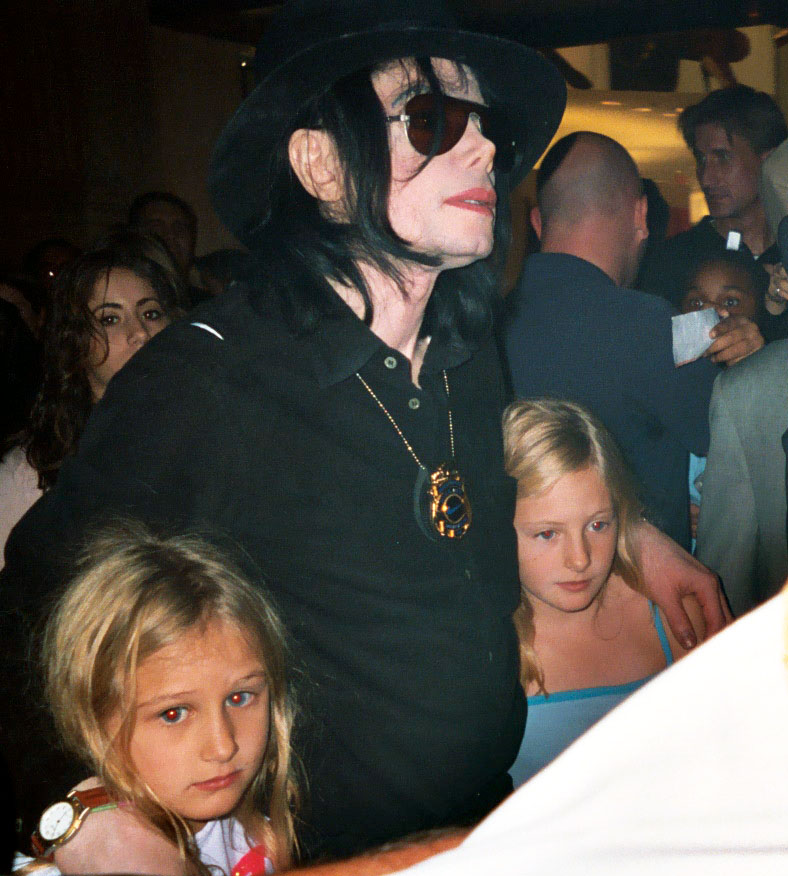
Michael Jackson a Las Vegas il 13 novembre 2003, una settimana prima dell'arresto, ritratto con due delle figlie dell'attore Mark Lester, suo amico.

Insieme con il mandato di perquisizione, il 20 novembre 2003, fu emanato un mandato di arresto per Jackson. Il cantante in quel momento si trovava a Las Vegas, Nevada, dove stava girando un video musicale per il suo più recente singolo One More Chance dalla sua raccolta Number Ones. Il cantante dovette interrompere le riprese e il video rimase incompiuto (venne infine pubblicato, così come Jackson lo aveva lasciato, solo dopo la sua morte); l'artista, accompagnato dall'avvocato Mark Geragos, volò su un jet affittato a Las Vegas fino al Santa Barbara Municipal Airport e si costituì alla polizia californiana che lo stava aspettando in un hangar e dove, nonostante si fosse costituito di sua iniziativa, gli vennero messe delle vistose manette in modo che potesse essere fotografato dai paparazzi e dai media. Alcuni esperti di diritto in seguito criticarono aspramente questa scelta della polizia californiana ritenuta solo una trovata per spettacolarizzare l'arresto del cantante agli occhi dei media internazionali. Jackson venne portato al Santa Barbara County Jail, il carcere di Santa Barbara, dove uscì dal veicolo delle forze dell'ordine in manette, immagini che fecero brevemente il giro del mondo. Qui gli venne scattata la sua foto segnaletica e gli vennero registrate le impronte. Al cantante vennero chiesti 3.000.000 $ di cauzione e i suoi avvocati chiesero una riduzione della somma, alla quale il procuratore si oppose, e molti sostennero che Jackson avesse buone ragioni per essere arrabbiato, considerando il caso di Phil Spector, che aveva dovuto pagare solo un 1 milione di dollari, pur essendo accusato di omicidio. Alcuni videro in tutto ciò un comportamento razzista da parte del sistema giudiziario americano (la somma venne comunque restituita al cantante una volta assolto). Una volta pagato un anticipo sulla cauzione, a Jackson vennero tolte le manette e venne rilasciato e poté lasciare la stazione della polizia da una porta sul retro salutando i fan e i paparazzi e facendo loro il segno della vittoria.

### Reazioni all'accusa
Il 25 novembre 2003 emerse che, all'insaputa del cantante, il jet privato che aveva noleggiato a Las Vegas e che lo aveva portato in California era stato segretamente cablato con dispositivi di registrazione. Qualcuno aveva tentato di vendere le registrazioni relative ai dialoghi tra Jackson e il suo avvocato a radio ed emittenti televisive per una grande quantità di denaro. Fu emesso un ordine restrittivo nei confronti della società che aveva fornito il jet e fu emesso il divieto di mostrare il tutto a terze parti. Il 26 novembre 2003 venne rivelato che l'XtraJet aveva mostrato il video a testate giornalistiche: la società di volo fu costretta a pagare a Jackson 17 milioni di dollari in danni nel 2008 ed essa, di conseguenza, fallì.
Nel corso di un'intervista con Ed Bradley, Jackson affermò di essere stato malmenato dalla polizia durante la sua detenzione; sostenne che la sua spalla fu lussata e che venne rinchiuso in un bagno sporco per "oltre 45 minuti". Inoltre mostrò dei lividi ben visibili sul suo braccio destro e disse che erano la conseguenza delle manette troppo strette. Lo sceriffo della Contea di Santa Barbara cercò di confutare queste accuse attraverso un nastro audio relativo alla detenzione del cantante alla stazione di polizia, ma Jackson e la sua famiglia sostennero che quella che era stata mostrata era solo una versione alterata di ciò che era veramente successo.
Jackson negò le accuse e descrisse l'accusatore come un bambino dolce manipolato da genitori avidi. Su richiesta della pubblica accusa il giudice emise un ordine di bavaglio che vietava alle parti in causa di parlare con i mezzi di informazione. Tale provvedimento mirava a far sì che le persone che dovevano essere selezionate per far parte della giuria non venissero influenzate. Tuttavia, avrebbe preso in considerazione proposte per consentire a entrambe le parti di rispondere alle domande dei giornalisti circa le voci che circondavano il caso.

## Rinvio a giudizio

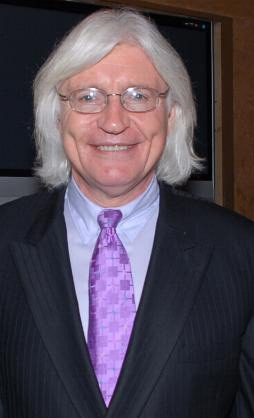
L'avvocato Thomas Mesereau, principale avvocato difensore di Jackson.

Jackson fu rinviato a giudizio il 16 gennaio 2004, presso il tribunale di Santa Maria. Era rappresentato dagli avvocati Mark Geragos, Ben Brafman, Steve Cochran e Robert Sanger e si dichiarò non colpevole. Nella sessione del 13 febbraio 2004 il giudice disse che aveva intenzione di far cominciare il processo entro la fine del 2004 ed entrambe le parti ne convennero (Jackson non era presente). Nella sessione del 2 aprile 2004, il giudice decise che i documenti relativi alla causa avviata dalla famiglia dell'accusatore contro i magazzini J.C. Penney potessero essere utilizzati; la difesa di Jackson dichiarò che sarebbero stati utili per mostrare l'innocenza dell'artista. Il cantante fu rinviato a giudizio il 21 aprile 2004.
Il 25 aprile 2004, Mark Geragos e Ben Brafman vennero sostituiti da Thomas Mesereau e Susan Yu. I precedenti avvocati si erano mostrati più preoccupati a comportarsi come delle star, approfittandosi della situazione, che a difendere Michael Jackson. Steve Cochran e Robert Sanger continuarono e anche Brian Oxman fu aggiunto al team difensivo. Con il procedimento del Grand Jury furono aggiunte nuove accuse: cospirazione per sottrazione di minori, sequestro ed estorsione. Secondo l'accusa la vittima, anche se era libero di muoversi all'interno di Neverland, non poteva uscire dal ranch.

## Il processo

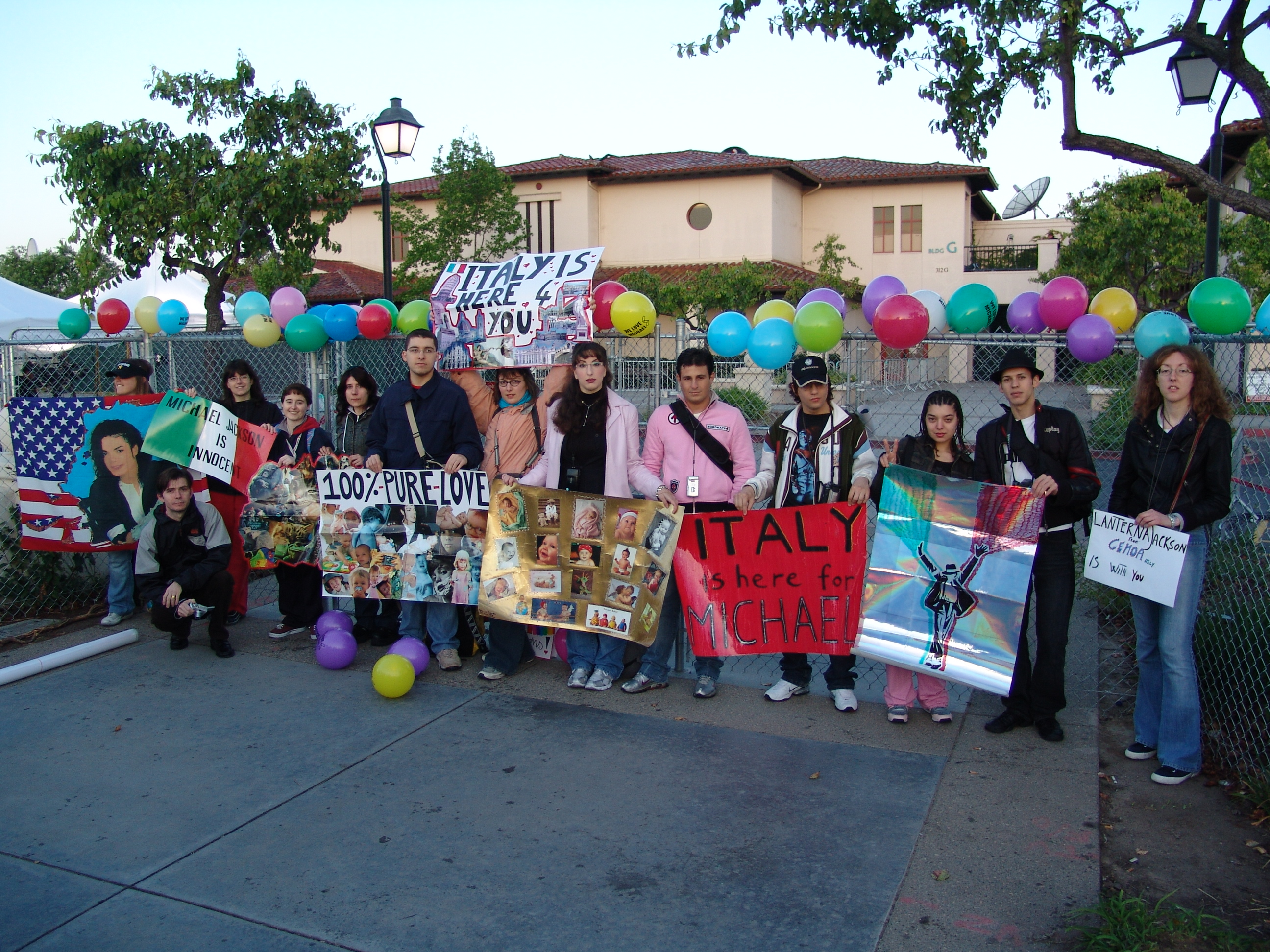
Fan di Michael Jackson giunti dall'Italia mostrano il loro supporto all'artista con vari cartelloni fuori dal tribunale a Santa Maria, California, il 2 maggio 2005.

Il processo iniziò il 31 gennaio 2005 e terminò il 13 giugno dello stesso anno, quando la giuria emise un verdetto unanime di "non colpevolezza" per tutti i quattordici capi d'accusa. Dei dodici giurati, otto erano donne e quattro erano uomini. Ron Zonen condusse la selezione della giuria per l'accusa, Tom Mesereau per la difesa. Tom Sneddon fece la dichiarazione di apertura per l'accusa, Tom Mesereau per la difesa. Ron Zonen l'argomento di chiusura per l'accusa, Tom Mesereau per la difesa. Tom Sneddon, Ron Zonen, Mag Nicola e Gordon Auchinloss interrogarono i testimoni per l'accusa (The People of the State of California v. Michael Joseph Jackson, Case No. 1133603, Transcripts). Tom Mesereau e Robert Sanger per la difesa. Brian Oxman nel corso del processo venne rimosso dalla squadra di difesa in quanto, secondo alcune testimonianze, poco si interessava alla causa e spesso in aula era ad occhi chiusi.

## Testimoni per l'accusa
Martin Bashir. Il primo a salire sul banco dei testimoni fu il giornalista inglese Martin Bashir: egli si rifiutò di rispondere alle domande, avvalendosi della Legge-Scudo della California secondo la quale i reporter non possono essere obbligati a testimoniare su elementi che apprendono mentre stanno lavorando ad una notizia, ma il documentario Living with Michael Jackson venne proiettato in aula. Anche il filmato Take Two fu mostrato durante il processo; girato in contemporanea al documentario di Bashir dalle telecamere di Hamid Moslehi, cameraman personale di Michael Jackson, attraverso questo documento visivo la superstar riuscì a dimostrare la volontà del giornalista anglo-pakistano di diffamarlo.

### Testimonianze degli Arvizo
Davellin Arvizo. Riguardo alla famiglia Arvizo, la prima a salire sul banco dei testimoni fu Davellin, sorella di Gavin. Spiegò che lei e i suoi fratelli facevano parte di un laboratorio teatrale, ideato dal comico Jamie Masada, per ragazzini di zone emarginate. Nel 2000 a Gavin, che allora aveva dieci anni, fu diagnosticato un cancro misterioso e letale e così consegnò a Masada una lista di ultimi desideri, tra cui quello di incontrare Michael Jackson. Dichiarò che in quell'anno gli Arvizo divennero amici sia dell'attore Chris Tucker che del cantante, i quali aiutarono Gavin durante i suoi attacchi di nausea e stati d'incoscienza causati dalla chemioterapia. Una volta ristabilitosi abbastanza da poter lasciare l'ospedale, il piccolo si stabilì a casa dei nonni.
Jackson chiamava Gavin regolarmente, sia quando era in ospedale sia dopo, per infondergli una speranza e insegnargli una tecnica di visualizzazione: gli suggerì di visualizzare se stesso mentre usava le cellule sane per mangiare quelle cancerose “come se fosse Pac-man” e lo invitò ad andare a Neverland. Un giorno una limousine arrivò a casa Arvizo per accompagnarli al Neverland Ranch; ad ognuno fu assegnata una casa degli ospiti; a Janet quella utilizzata da Liz Taylor quando era ospite lì, come successivamente testimoniò il direttore del ranch; i bambini furono accompagnati in golf car per tutta la tenuta e le sue attrattive: sala giochi, zoo, teatro, cinema... Durante la prima cena a casa della pop star, Gavin domandò se poteva dormire nella stanza di Michael e i genitori acconsentirono.
In quell'anno i coniugi Arvizo si separarono e da quell'istante Jackson aiutò Janet e i suoi figli ancora di più. Ma la testimone dichiarò anche che subito dopo il documentario di Bashir, nel febbraio e marzo 2004, quando Jackson aveva gli occhi del mondo puntati addosso, lei e la sua famiglia furono condotti a Miami da Michael e sostenne che si sentirono come prigionieri nella stanza dell'hotel. Dichiarò che durante il viaggio di ritorno vide Michael e Gavin passarsi una lattina di Diet Coke e fece capire ai giurati che il contenuto poteva essere anche del vino. Inoltre disse che lei iniziò a bere alcolici dopo quel viaggio e che era stato il cantante a farle venire quel vizio. Dichiarò che Michael faceva a Gavin dei regali costosi: quando arrivarono al ranch si sentirono controllati dai soci della pop star ed erano spaventati dalla situazione. Ma poi fu presentata in aula, dalla difesa, l'intervista della famiglia Arvizo con Brad Miller, l'investigatore privato, del 16 febbraio 2003 e la testimonianza di Davellin fu confutata.
Star Arvizo. Il secondo membro della famiglia a salire sul banco dei testimoni fu Star Arvizo, fratello di Gavin. Durante l'interrogatorio del procuratore Sneddon, Star aveva dichiarato di aver visto Michael molestare suo fratello in due occasioni precise: il cantante avrebbe mostrato ad entrambi delle riviste porno, avrebbe dato loro del vino e avrebbe simulato un atto sessuale con un manichino in loro presenza. Precedentemente aveva dichiarato che MJ aveva masturbato Gavin, entrando nei dettagli della situazione, ma durante la sua testimonianza circa le presunte molestie Star si contraddisse più volte: testimoniò che Jackson e suo fratello erano in camera del cantante, sul letto, sopra le coperte; disse che non riusciva a ricordare quello che il fratello indossava (pantaloni o biancheria intima), ma più tardi sostenne che Jackson aveva la mano nei pantaloni.
Star era l'unico testimone della presunta molestia, e dichiarò che mentre Jackson molestava Gavin lui era completamente inosservato, anche quando il sistema di allarme posizionato nel corridoio che porta alla camera da letto di Jackson era azionato. Disse che l'allarme suonava ogni volta che qualcuno si avvicinava alla stanza e affermò che in entrambe le occasioni l'allarme era scattato ma che Jackson non aveva sentito. Testimoniò che due giorni dopo visse un'esperienza quasi identica: sarebbe entrato nella camera da letto di Jackson e avrebbe assistito alla stessa scena. Il racconto di Star relativo all'atto sessuale che sarebbe avvenuto la seconda volta non corrispondeva, però, alla descrizione che lui stesso aveva fatto nel corso di un colloquio con lo psicologo Stanley Katz né alla sua dichiarazione rilasciata alla polizia nel 2003.
Durante il colloquio con lo psicologo Stanley Katz in data 29 maggio 2003, aveva sostenuto che aveva visto Jackson mettere la mano sulla patta dei pantaloni di Gavin, all'esterno dei vestiti. Il 7 luglio 2003, durante il suo primo colloquio con gli investigatori dello sceriffo, cambiò la versione: egli affermò che nel corso del primo incidente Jackson pose la mano sinistra sotto la parte anteriore dei pantaloni del pigiama di suo fratello. Successivamente cambiò nuovamente versione: in una intervista con la polizia, il 13 agosto del 2003, affermò che Jackson aveva messo la mano dentro la parte anteriore del boxer di suo fratello. Katz durante la sua testimonianza dichiarò che Star gli aveva detto che aveva visto Jackson strofinare il suo pene contro le natiche di Gavin. Durante il controinterrogatorio della difesa, Star negò di aver mosso quelle accuse.
L'aspetto più interessante della sua testimonianza fu la reazione al controinterrogatorio di Mesereau. Si parlò del caso di molestie che avrebbe visto come vittima la madre, Janet, nel parcheggio della J. C. Corporation nel 1998; verso questa società gli Arvizo avevano intentato una causa civile per risarcimento; riguardo al caso J. C. Corporation, al cospetto della giuria, Star ammise di aver mentito in precedenza, sotto giuramento, quando dichiarò di aver visto la madre subire delle molestie da parte delle guardie dei grandi magazzini; in realtà si scoprì che il fatto scaturì da un furto commesso da Gavin, il quale aveva rubato qualcosa dal negozio e conseguentemente a quel fatto, la sorveglianza fu costretta a seguire gli Arvizo nel parcheggio; del resto, dai verbali della polizia, non risultava nulla riguardo alla presunta aggressione. Confermò di aver dichiarato il falso, anche quando aveva sostenuto che i suoi genitori non litigavano mai o quando disse che il padre non lo aveva mai picchiato.
Quando si iniziò a parlare di Michael Jackson, Star si mise sulla difensiva. Mesereau estrasse la testimonianza di Katz, il quale aveva dichiarato ciò che Star gli aveva riferito e le versioni non combaciavano affatto; così il ragazzo rifiutò “l'offerta” di Mesereau: quest'ultimo gli voleva mostrare le pagine dove erano scritte le sue precedenti testimonianze per rinfrescargli la memoria. Ammise di non aver detto nulla circa l'accaduto alla polizia fino a quando lui e la sua famiglia avevano contattato l'avvocato Feldman, il quale gli suggerì di rivolgersi a Katz: Mesereau riuscì a dimostrare che gli Arvizo decisero di andare alla polizia per denunciare MJ solo dopo che ebbero parlato con Feldman e Katz, la stessa "squadra" utilizzata da Jordan Candler e dalla sua famiglia nel 1993 (precedenti accusatori di Michael Jackson).
Il ragazzo in seguito negò anche che il cantante avesse masturbato il fratello. Fu costretto ad ammettere che una volta, quando la pop star non era al ranch, lui e il fratello furono sorpresi a dormire nella sua camera. Furono scoperti dallo staff a bere alcolici di nascosto nella cantina, sempre quando Michael non era in casa: ascoltando questa testimonianza, i giurati si insospettirono. Riguardo alle riviste erotiche che MJ avrebbe fatto vedere a lui e al fratello, Mesereau gliene mostrò una valigetta piena, chiedendogli se riconoscesse quelle che la pop star avrebbe mostrato loro; lui confermò, ma Mesereau gli fece notare che erano datate agosto 2003, mesi dopo la loro partenza definitiva da Neverland: il ragazzo aveva nuovamente mentito.
Inoltre la giuria trovò sconvolgente che Star ammettesse senza troppi problemi di aver rovinato la copertina in pelle dell'agenda degli ospiti di Neverland, un oggetto-ricordo al quale Jackson teneva, pieno di ringraziamenti da parte di celebrità. Mesereau mostrò al ragazzo anche dei biglietti scritti al cantante da parte degli Arvizo: “Grazie per essere la nostra famiglia”, “Ti vogliamo bene incondizionatamente”, “(...) Avremo sempre cura di te in ogni pezzetto del nostro cuore perché tu ci guarisci in un modo molto speciale”; nei video di confutazione Star considerava Michael come un padre e tutti gli Arvizo esprimevano profonda gratitudine verso il celeberrimo imputato.
Gavin Arvizo. Lo stesso giorno Gavin salì sul banco dei testimoni: egli negò tutto ciò che aveva precedentemente detto su MJ e gli elogi che aveva fatto anche nel documentario di Bashir. Testimoniò che le molestie si erano verificate dopo il viaggio a Miami, immediatamente dopo la messa in onda del suddetto documentario. Apparve molto strano agli osservatori in aula che il cantante avesse scelto proprio quel periodo per mettere in atto le molestie, quando il suo team stava facendo di tutto per riabilitare la sua immagine; inoltre dalle prove mostrate durante il procedimento penale apparve chiaro che in quei giorni, conseguentemente alla messa in onda del documentario diffamatorio, fuori dal Neverland Ranch era pieno di giornalisti, lo staff della pop star era bersagliato da numerose telefonate da parte dei media e le autorità avevano iniziato ad investigare.
Durante l'interrogatorio del procuratore, Gavin parlò di quando il cantante l'avrebbe masturbato e gli avrebbe fatto bere del vino, raccontando di quando lui e il fratello sarebbero scesi in cantina con la pop star; ma i racconti di Gavin non combaciavano affatto con quelli del fratello. Secondo la testimonianza di Gavin, il primo presunto atto sessuale sarebbe accaduto quando Jackson avrebbe avviato le molestie sollecitando l'accusatore a masturbarsi, sul letto, dicendogli che i ragazzi che non lo fanno "potrebbero violentare una ragazza". Il ragazzo (13 anni all'epoca delle presunte accuse) dichiarò che prima di conoscere Jackson non sapeva nulla della masturbazione, tuttavia, in una intervista alla polizia prima del processo, quando a Gavin fu chiesto che cosa sapesse riguardo alla masturbazione, rispose che era stata sua nonna a parlargliene per prima. L'accusatore testimoniò che durante quel primo incidente sessuale, indossava un pigiama datogli da Jackson e che i due erano sotto le coperte, invece Star disse che aveva visto l'atto stesso guardando dalla scalinata della stanza del cantante e che i due stavano sopra le coperte.
Jackson avrebbe manipolato i genitali dell'accusatore per circa cinque minuti, provocandogli un'eiaculazione. Gavin testimoniò poi che la notte successiva successe la stessa cosa, nel letto di Jackson, entrambi con il pigiama indosso, ma che in quell'occasione erano sopra le coperte, e forse guardavano la TV o "qualcosa del genere". Questa volta, Jackson avrebbe anche cercato di guidare la mano dell'accusatore sui suoi genitali, ma l'accusatore le avrebbe tirate via. Gavin non riusciva a ricordare con certezza se avesse eiaculato la seconda volta. In un'intervista precedente con il procuratore Sneddon, l'accusatore aveva sostenuto che era stato molestato prima del video di confutazione, ma in tribunale testimoniò che tutte le molestie si verificarono dopo che il video era stato girato. In aula dichiarò che era stato molestato due volte mentre in precedenza aveva detto cinque o sette. Durante il controinterrogatorio, Mesereau decise di trattare l'accusatore come un adulto e questo fece emergere la vera personalità di Gavin: non più la vittima che voleva far credere di essere, ma un ragazzo irritabile e polemico.
L'avvocato difensore ricordò le volte in cui gli Arvizo avevano mentito in passato, anche sotto giuramento, e riuscì a dimostrare che, durante il periodo in cui avevano dichiarato di sentirsi prigionieri a Neverland, in realtà avevano lasciato il ranch per poi ritornarvi almeno tre volte, furono accompagnati in altre città dagli autisti di Jackson, andavano ovunque per fare acquisti a spese della pop star, che pagava loro ogni cosa (dalle cure per la salute di Gavin a quelle di bellezza per la signora Arvizo e regali vari, molto costosi); l'avvocato difensore produsse la documentazione relativa alle transizioni finanziarie suddette a nome della Nerverland Valley Entertainment. Una volta, Jackson, mentre era con il ragazzo, diede pure un passaggio ai fan del luogo, comprando doni per tutti e Gavin non si lamentò con nessuno relativamente al fatto che lui e la sua famiglia si sentissero prigionieri a Neverland.
Mesereau, poi, parlò nuovamente del "caso J. C. Penney Corporation": sui verbali della polizia c'era scritto che Janet non aveva lividi, neanche un capello fuori posto, nonostante dichiarò di essere stata assalita e malmenata e disse di non aver bisogno di cure mediche quando fu arrestata insieme al marito; piuttosto usò i figli per dare consistenza alla causa civile, i quali allora giurarono di aver visto la madre che veniva aggredita nel parcheggio. Mesereau voleva far capire alla giuria che quelle persone erano pronte a tutto per ottenere soldi. Ritornando al caso Jackson, Gavin ammise che dopo le presunte molestie, decisero di rivolgersi ai due avvocati civilisti e non penalisti e allo psicologo raccomandati dall'avvocato Feldman, piuttosto che andare dalla polizia.
Mesereau chiese al ragazzo se avesse mai avuto a che fare con altri avvocati in precedenza e lui ricordò quelli del caso J. C. Penney, quindi il legale difensore gli chiese se avesse mai mentito in passato e lui negò, tuttavia gli fece notare che, in quella circostanza, aveva dichiarato sotto giuramento che la madre era stata brutalmente picchiata quando in realtà non era vero, come aveva ammesso lo stesso Star. Inoltre Gavin disse che quando andò in onda il documentario di Bashir, fu chiamato dal preside della sua scuola, il quale gli fece delle domande riguardanti le accuse su MJ: ”Dal banco dei testimoni, Gavin guardò per terra e ammise di aver detto al preside della sua scuola media che tra lui e Michael non era successo niente a sfondo sessuale”. Dopo di che Mesereau mostrò un elenco di problemi disciplinari molto pesanti che Gavin aveva avuto a scuola e fece notare che un'insegnante si accorse che il ragazzo era portato per la recitazione. Gavin tentò poi di negare di aver scritto molti biglietti e lettere dove chiamava Michael “papà” e nel quale lo elogiava, ma l'avvocato difensore glieli mostrò. “Lei lo ha descritto come la persona più gentile ed affettuosa del mondo, giusto?” chiese di confermare Mesereau. “Sì” ammise Gavin.
“Lei disse: Ti voglio bene papà Michael?”, “Sì”, “Caro Michael: grazie per avermi dato il coraggio di togliere il cappello di fronte alla gente. Ti voglio bene. Con affetto. Gavin" e così via con altri biglietti simili. Inoltre Tom Mesereau riuscì a far notare incongruenze su due questioni critiche: gli alcolici che Jackson avrebbe dato al ragazzo e le date in cui le presunte molestie avrebbero avuto luogo. Dalla testimonianza di Gavin emerse inoltre che raramente lui e i suoi fratelli erano da soli con il cantante poiché c'era quasi sempre l'amico dell'artista, Frank Cascio e i suoi fratelli, i quali erano tutti spesso in camera della pop star; in un'altra occasione Gavin fu accompagnato in Rolls-Royce al paese vicino poiché il suo apparecchio dei denti si era rotto; Jackson pagò pure quello e neanche in quella circostanza la famiglia Arvizo si lamentò con qualcuno del fatto che si sentisse prigioniera.
Ad un certo punto la famiglia doveva fare un viaggio in Brasile, ma quando seppero che Jackson non poteva accompagnarli, annullarono il viaggio e Janet decise di tornare a Neverland, il posto nel quale, secondo la sua testimonianza, si sentiva “minacciata” e, su sua richiesta, la famiglia fu riportata a casa dei suoi genitori; dopo essere “scappati” due volte dal ranch, gli Arvizo ci tornarono; le prove in realtà dimostrarono che nel ranch vivevano nel lusso e venivano viziati; i ragazzi avevano pieno controllo della proprietà e davano ordini allo staff; nelle settimane successive al viaggio a Miami, Gavin venne a conoscenza che la pop star aveva la vitiligine, tuttavia disse che di non aver mai visto parti del corpo del cantante da vicino, mentre in precedenza aveva testimoniato che aveva visto il cantante nudo; testimoniò che era venuto a conoscenza della malattia perché Jackson gli disse che la stessa stava modificando il colore della sua pelle e parlò del trucco che usava per coprire le macchie. Giurò di non aver mai parlato con il comico Jay Leno, ma quest'ultimo successivamente testimoniò il contrario.
Janet Arvizo. Quando Janet Arvizo salì sul banco dei testimoni, scelse di testimoniare guardando solo la giuria, verso la quale spesso puntò il dito contro. Janet fu identificata come il più problematico dei testimoni dell'accusa: a parte i suoi problemi di credibilità, il suo comportamento in aula fu ampiamente criticato. Gli osservatori in aula dissero: "È abbastanza chiaro che lei è malata di mente in qualche modo" e che "quando comincia a testimoniare è molto tranquilla, ma col passare del tempo forse l'effetto del farmaco svanisce, diventa pazza e folle”. Ci furono spesso momenti in cui la gente in aula scoppiò a ridere in seguito alle sue risposte. Dopo il processo, i giurati criticarono la sua abitudine di schioccare le dita e il modo in cui li guardava. Testimone per l'accusa, ripetutamente si metteva sulla difensiva anche quando rispondeva al procuratore e su questioni apparentemente di poca importanza; il giudice l'ammonì frequentemente.
Mentre stava prestando giuramento, il giudice informò i giurati che la donna aveva invocato il Quinto Emendamento per una frode contro l'assistenza sociale e spergiuro: la giuria le lanciò uno sguardo di disapprovazione. Per quanto riguarda l'accusa di complotto, Janet sostenne che Jackson l'aveva obbligata, insieme alla sua famiglia, a raggiungerlo a Miami e anche lei rinnegò quanto detto nel video di confutazione. Confermò che la pop star avrebbe agito in modo improprio verso il figlio dopo il documentario di Bashir e questo sembrò nuovamente inverosimile alla giuria, anche perché ammise di non aver mai visto MJ fare qualcosa di inappropriato verso Gavin; disse solo di averlo visto mentre avrebbe leccato i capelli del figlio durante il viaggio di ritorno da Miami ma nessuno presente sull'aereo aveva visto MJ fare una cosa simile, neppure Gavin. Durante il controinterrogatorio Mesereau dimostrò che se un complotto ci fosse stato, era a danno di MJ e non il contrario: le ribadì la bella vita che faceva a Neverland a spese di Michael, ricordandole che la pop star si occupava sia delle cure per Gavin che dei suoi capricci, come per esempio le sue cerette integrali ed altro ancora.
Fu fatta ascoltare in aula una telefonata tra Janet e Frank Cascio durante la quale l'amico di Michael invitava gli Arvizo a ritornare a Neverland perché era preoccupato per loro a causa dei paparazzi, mentre lei aveva sostenuto che, per convincerla, le avrebbe detto che qualcuno voleva attentare alla sua vita. Ad un certo punto dichiarò che i suoi figli potevano sparire da Neverland con una mongolfiera: dopo aver sentito le sue improbabili dichiarazioni, quando Janet disse che fu obbligata a recitare un copione durante il video di confutazione non fu creduta dalla giuria; inoltre la teoria del procuratore secondo la quale MJ avrebbe fatto rapire, imprigionare e ricattare la famiglia Arvizo per riscattare la propria immagine, dopo il documentario di Bashir, sembrò ridicola agli osservatori in aula. “La gente iniziò a domandarsi se i procuratori parlassero sul serio o se fossero impazziti". Poi Mesereau tornò al caso J. C. Penney e parlò all'Arvizo della causa che aveva mosso contro questa società: Janet dichiarò di nuovo, sotto giuramento, che era stata aggredita nel parcheggio, nonostante dai verbali della polizia non risultasse nessuna lesione e nonostante il figlio avesse ammesso precedentemente, durante la sua testimonianza, che aveva mentito in quell'occasione; il legale difensore ribadì che Star aveva inizialmente testimoniato di aver visto la guardia di J. C. Penney molestare la madre nello stesso modo in cui MJ avrebbe molestato suo fratello: così Mesereau riuscì a far insorgere il sospetto che la donna avesse istruito i suoi figli su cosa dire.
Emerse che negli anni novanta la Arvizo era stata indagata dal Dipartimento di Assistenza sociale perché Gavin disse che l'aveva maltrattato, ma poi ritrattò; lei diede ai giurati diverse versioni dell'accaduto e questo fece capire alla giuria che era solita vivere in un mondo di false accuse. Ad un certo punto, riguardo al caso Jackson, le sue dichiarazioni sembrarono talmente assurde e contraddittorie che la gente cominciò a chiedersi se la donna fosse consapevole della differenza tra realtà e fantasia. Ammise che a volte aveva “immaginato delle cose”: a questa dichiarazione i giurati credettero, vista la sua testimonianza fino a quel momento. Janet confermò di non essere mai stata testimone di alcun atto di molestia e volle far credere che era venuta a conoscenza delle accuse di Gavin solo dopo che il figlio aveva parlato con Katz, “l'esperto” dal quale lo mandò Feldman; per quanto concerne il contatto che Jackson avrebbe avuto con Gavin sull'aereo, quando gli avrebbe leccato i capelli, durante il controinterrogatorio della difesa dichiarò che non ne era poi così sicura: le fecero notare che era strano che Gavin non si fosse accorto di niente; inoltre nessuno del personale dell'aereo aveva visto ciò che lei aveva dichiarato.
Arrivò addirittura a dire che probabilmente “aveva avuto le allucinazioni”. Mesereau le chiese se si fosse recata a Miami per scappare dai media; lei negò, allora l'avvocato difensore le fece ascoltare una registrazione telefonica durante la quale si lamentava con Cascio proprio del comportamento dei media. In quella registrazione Janet parlava anche delle persone che erano a Neverland, Michael compreso, definendole la sua famiglia. Il legale difensore le fece notare che la conversazione era avvenuta dopo quella che lei definiva la sua “fuga” dal ranch. Mesereau le chiese ironicamente: ”Quante volte è ritornata a Neverland dopo la prima fuga?": emerse che le “fughe” erano state forse quattro, ma non ne era sicura, anzi pregò persino Mesereau di darle la risposta, ma l'avvocato continuava a chiederle come mai fosse ritornata alla tenuta visto che lì si sentiva in pericolo: il pubblico rimase sbalordito e iniziò a chiedersi il motivo per cui l'accusa l'avesse chiamata a testimoniare.
Mentre si ostinava a dire che nel video di confutazione stava recitando un copione, si contraddisse e ammise che anche durante le sue “fughe” riteneva MJ come “uno di famiglia”. “Dopo un po', tutto quello che Janet stava dicendo sembrò nullo e alcuni membri della giuria alzarono gli occhi al cielo. (...) Quando Mesereau finì con la testimone, fu in grado di dimostrare che la donna aveva usato Michael per raccogliere sangue e fondi e aveva trovato anche altri modi per sfruttarlo. (...) Non si poteva negare che Jackson avesse avuto un ruolo nella miracolosa guarigione del bambino. Tutti, senza ombra di dubbio, ne erano convinti”.

### Altri testimoni per l'accusa
Kiki Fourmier. Riguardo all'atteggiamento degli Arvizo al ranch, delucidante fu la testimonianza di Kiki Fournier, una ex-governante del ranch, altra testimone dell'accusa. La Furnier, oltre che confermare la smisurata generosità della pop star nel trattare i suoi ospiti - tra cui molti bambini malati e svantaggiati, Arvizo compresi - dichiarò che una volta Star le aveva puntato un coltello alla gola; disse che gli Arvizo si comportavano male, la loro stanza era sempre in disordine (una volta l'avevano persino distrutta), così lei ed un'altra governante decisero di fare un rapporto verbale al direttore della casa; inoltre i ragazzi lasciavano cibo e pattume dappertutto, spostavano i mobili, rovesciavano ogni cosa: avevano un comportamento oltraggioso. Tuttavia queste cose non venivano riferite a Jackson il quale, quindi, non era a conoscenza di quello che facevano gli Arvizo o altre persone: quando succedeva qualcosa tutti si rivolgevano al direttore del Ranch e ciò non permetteva al cantante di sapere cosa effettivamente succedesse a casa sua.
Testimoniò che a Neverland non esisteva alcuna recinzione e che tutti potevano entrare o uscire a loro piacimento: secondo la sua deposizione, l'idea che gli Arvizo si sentissero prigionieri era semplicemente ridicola. Disse anche che vide Gavin rinascere dalla sua malattia durante il soggiorno a Neverland. Prima della testimonianza della Fourmier si parlò di alcune riviste per adulti, con foto di donne sexy, che i poliziotti trovarono in camera di Jackson, attraverso le quali Sneddon avrebbe voluto dimostrare che la pop star era ossessionata dal sesso, ma in realtà la giuria non trovò niente di strano in questo, anzi ciò fece apparire Jackson un uomo del tutto "normale".
Assistenti di volo. Salirono sul banco dei testimoni anche due assistenti di volo che avevano accompagnato la pop star durante vari spostamenti. In particolare una di loro, durante il viaggio di ritorno da Miami, testimoniò che il cantante aveva un atteggiamento molto riservato a proposito dell'alcool: non voleva assolutamente far sapere ai suoi figli che beveva alcolici se pur solo in quantità misurata durante i pasti e per questo le assistenti gli servivano il vino in lattine. L'altra testimoniò che aveva servito a Janet Arvizo del vino e alla sorella e al fratello di Gavin dei drink di rum e Coca Cola, come da loro stessi richiesti, senza che la pop star ne fosse a conoscenza: dunque Davellin Arvizo aveva precedentemente mentito quando testimoniò che aveva cominciato a bere alcolici solo dopo il viaggio a Miami e che era stata la pop star a farle venire il vizio dell'alcool nella sua cantina.
L'assistente di volo definì Gavin villano, turbolento e schizzinoso: raccontò di quando le aveva tirato lo zaino e riferì di come facesse commenti su tutto, come se fosse il capo.
Una volta tirò cibo dappertutto, buttando purè addosso ad un dottore che dormiva tranquillo; al contrario i figli di MJ erano molto educati: si comportavano sempre bene e MJ si accertava che fosse così. Trovò strano che Jackson non fosse intervenuto quando Gavin si comportò in quella maniera e ancora più strano fu che la madre non disse nulla. Non aveva assolutamente mai pensato che il ragazzo fosse ubriaco, ma estremamente maleducato e arrogante: una volta si diede delle arie mostrandole l'orologio che MJ gli aveva regalato. “L'opinione dell'assistente di volo era che Gavin si comportasse come se avesse in pugno Michael Jackson.”.
L'assistente era stata chiamata dall'accusa sul banco dei testimoni con la speranza che confermasse che MJ in volo era ubriaco o irresponsabile, ma in realtà successe il contrario; lo definì un gentiluomo tranquillo dalla voce carezzevole, che non aveva mai servito a Gavin alcolici o bevande di alcun genere.

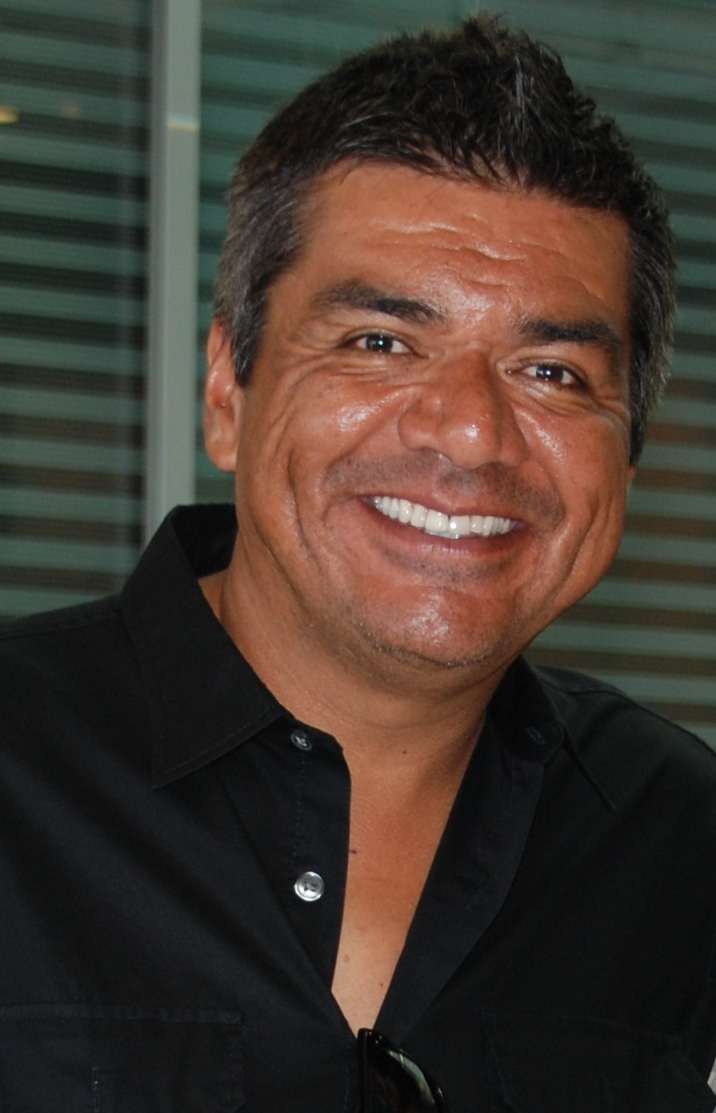
George Lopez nel 2010.

George Lopez. Quando salì sul banco dei testimoni il comico George Lopez, apparve chiaro a tutti che gli Arvizo erano dei truffatori. Egli collaborava con il laboratorio artistico di Masada e fu chiamato al telefono da Janet nell'autunno del 1999 per comunicargli la malattia del figlio. Lopez lo andò a trovare più volte e il comico sapeva che il padre di Gavin era a corto di soldi: ”Ogni volta che parlavamo era sempre, sempre di soldi” testimoniò, così gli dava ogni volta tutto quello che aveva nel portafogli. David Arvizo lo invitò a partecipare anche ad una raccolta di fondi per la malattia del figlio, ma ad un certo punto l'attore si rese conto che la raccolta non era più a favore di Gavin. L'attore ricordò che un giorno portò Gavin e i fratelli ad un centro commerciale e durante la visita il ragazzo indicava ogni sorta di oggetti pretendendo che gli si comprassero; David non intervenne mai per rimproverare il figlio.
Quando il comico tornò a casa, trovò il portafoglio di Gavin nel suo soggiorno, con dentro 50$. Chiamò gli Arvizo per dire che avrebbe lasciato il portafogli da Masada, per dar loro modo di recuperarlo. Qualche giorno più tardi scoprì che David Arvizo aveva detto a Masada che quando Gavin aveva lasciato il portafogli a casa di Lopez, nel suo interno c'erano invece 300$; in pratica l'accusò di averli rubati e Masada, per “riappacificarsi” con gli Arvizo, si offrì di rimborsarli. I giurati drizzarono le orecchie: apparve chiaro che gli Arvizo avevano lasciato lì il portafoglio di proposito per poi procedere con le accuse ed ottenere altro denaro. Il comico testimoniò che continuarono a perseguitarlo più volte per ottenere sempre più soldi, fino a che non decise di troncare con loro. Dichiarò che quella famiglia era innamorata di Michael Jackson.
J. Salas. Anche il manager del ranch, Salas, salì sul banco dei testimoni per conto dell'accusa. Molto sincero nelle risposte, parlò di come i bambini ospiti a Neverland erano trattati: potevano avere tutto quello che desideravano, avevano il permesso di accedere ad ogni angolo della proprietà e a tutti i beni più cari della pop star; le uniche regole riguardavano la loro sicurezza. Dichiarò che gli Arvizo a volte dormivano nella casa degli ospiti, a volte in camera del cantante, spiegando che non era insolito vedere bambini nella sua stanza, perché Jackson giocava spesso con i suoi figli ed altri bambini, ma ovviamente intratteneva anche adulti.
Inoltre gli furono rivolte delle domande riguardo al consumo di alcool da parte del cantante: il manager disse che aveva visto molto raramente MJ bere degli alcolici e comunque mai di fronte ai bambini. Anche lui dichiarò che aveva scoperto alcuni ragazzi che si erano intrufolati di nascosto nella cantina, senza che Michael lo sapesse. Definì gli Arvizo dei piantagrane e si ricordò di una sera quando servì degli alcolici in camera di MJ: erano presenti anche i Cascio e furono ordinate pure delle gassose per i fratelli Arvizo; la giuria alzò gli occhi al cielo perché i fatti non combaciavano assolutamente con la testimonianza degli stessi ragazzi, i quali avevano dichiarato di aver bevuto alcolici insieme a Jackson quella notte.
Durante il controinterrogatorio della difesa, Salas parlò di come la famiglia Arvizo venisse trattata a Neverland e cioè alla stregua di un albergo di prima categoria; inoltre assicurò che non fu mai obbligata a rimanere al Ranch, sbaragliando, in questo modo, la teoria del complotto del procuratore distrettuale. Raccontò delle volte che aveva accompagnato gli Arvizo a fare compere e disse che Janet ammirava molto MJ considerandolo "molto generoso" e che l'artista faceva tanti regali ai suoi ospiti. Confermò, infine, che nessuna delle guardie portava la pistola: Michael non voleva armi a Neverland perché la sicurezza dei bambini gli stava molto a cuore.
B. Barron. La testimonianza dell'agente B. Barron, ex guardia giurata di Neverland, fu un duro colpo per l'accusa e fu una delle tante che contrastò la testimonianza di Janet Arvizo, poiché mentre quest'ultima aveva dichiarato di essere rimasta nascosta nella sua casa degli ospiti per tutta la permanenza al ranch, Barron disse ai giurati che era stata vista camminare per la proprietà, che aveva dormito molte notti con i suoi figli in uno degli studi di danza e che consumava regolarmente i pasti nella residenza principale; l'ex guardia giurata disse anche che nel periodo in cui la famiglia Arvizo risiedette a Neverland, c'erano almeno altre trenta persone; sostenne di non aver mai visto accadere niente di male al Ranch e che, dato il comportamento degli Arvizo, non aveva mai pensato che stessero cercando di fuggire.
Venne mostrato in aula il registro della sorveglianza di Neverland e risultava che, per esempio, il 13 febbraio 2003 Janet e i suoi figli avevano lasciato la proprietà a bordo di una Rolls-Royce di MJ guidata da Salas, il direttore del Ranch, senza nessun problema: la famiglia si era fermata al gabbiotto della sorveglianza e aveva seguito le normali procedure del caso; non c'era stata nessuna scena di panico da parte della famiglia Arvizo. Inoltre l'agente testimoniò che proprio di fronte a Neverland c'erano due scuole private e un continuo andirivieni di genitori, insegnanti e amministratori su e giù per la via: la gente in aula si chiese come mai Janet, se si sentiva così in pericolo, non avesse attraversato la strada per cercare aiuto. Barron dunque non aveva udito nessuno lamentarsi e non aveva sentito nessuno chiedere aiuto.
Nessuno della famiglia Arvizo aveva accennato di avere problemi a Neverland ed anzi erano tutti molto contenti di soggiornare lì, anche perché Michael Jackson pagava tutti i loro comfort: i giurati sembrarono scioccati quando l'ex guardia giurata testimoniò che Janet e i suoi figli venivano portati a fare spese nei paesi vicini e mostrò le registrazioni dei loro movimenti giornalieri ai cancelli di Neverland. Quando fu presentato in aula un documento che mostrava due pagine piene di spese fatte da Janet con migliaia di fatture pagate da Michael Jackson, fu impossibile credere alle dichiarazioni della donna riguardo ai tentativi di scappare da Neverland.
Ann Kite. Fu chiamata a deporre contro MJ per l'accusa di associazione a delinquere; secondo quanto voleva far credere, avrebbe fatto parte del team di "salvataggio" del cantante dopo la messa in onda del documentario di Bashir; disse che fu assunta dal suo ex, Le Grand, l'avvocato chiamato da MJ per indagare verso i soci che temeva lo stessero derubando, il quale fu licenziato poco tempo dopo per "contenimento danni"; grazie a lui le furono anticipati 10.000 $ dei ventimila relativi alla sua paga mensile. Tuttavia, durante il controinterrogatorio, si scoprì che la donna non ebbe mai contatti con MJ, che non si occupò del caso se non per una sola settimana e che in realtà lei era il presidente di una società che si occupava di far approvare leggi riguardo alla diffusione di segnali audio-video in internet.
Quando fu interrogata dal procuratore sostenne che Le Grand le raccontò che ad un certo momento gli Arvizo furono riportati a Neverland e che il team di Jackson avesse un piano per screditarli. Durante il controinterrogatorio della difesa, invece, quando Mesereau parlò della dichiarazione della Kite alla polizia, vennero alla luce dei particolari inquietanti circa il suddetto team, ossia le persone che avrebbero dovuto "aiutare" MJ durante il "periodo di crisi": il gruppo era composto da Ronald Konitzer, Marc Shaffel e Mark Geragos; quest'ultimo, un avvocato penalista, aveva l'ultima parola su tutto; emerse che Konitzer aveva la procura per agire per conto e in nome di MJ e l'aveva usata per appropriarsi illecitamente di 980.000$ del cantante, secondo quanto le fu riferito da Le Grand; alla polizia dichiarò che non era sicura che Jackson ne fosse a conoscenza, in quanto lei non aveva mai avuto nessun contatto con l'artista.
Tuttavia ebbe l'impressione che lui non ne sapesse nulla e sostenne che ad un certo punto era così preoccupata per quello che stava succedendo intorno a Jackson che chiamò il fratello, Jermaine Jackson; in seguito a questo, la procura a Konitzer fu revocata. Poi domandò a Le Grand di indagare su Konitzer e Schaffel, poiché nutriva forti dubbi su di loro. La Kite affermò che trattandosi di MJ e della gran quantità di soldi che gli gira attorno, non era facile sapere chi fosse leale con chi; lei non si fidava di nessuno in quella squadra. La testimonianza della Kite si ritorse contro l'accusa: MJ apparve vulnerabile agli occhi della giuria, la quale si rese conto che la star poco sapeva riguardo a chi lo gestiva e che cosa queste persone facessero.
Anthony Urquizo. Presentato dall'accusa come "specializzato in abusi su minore", emerse invece che si occupava esclusivamente di studi teorici, quindi la sua esperienza derivava solo dalla lettura di libri e non da contatti reali con vittime di abuso sessuale. Il testimone non fu ritenuto attendibile.
Bob Jones. "Amico e socio" di Michael Jackson ed ex presidente della MJJ Productions, dopo il suo licenziamento nel 2004 decise di scrivere un libro dal titolo: Michael Jackson, l'uomo dietro la maschera con l'obiettivo d'infangare ulteriormente il cantante. Nel corso della sua testimonianza per l'accusa, saltò fuori una mail, presumibilmente scritta dallo stesso Jones, secondo il quale MJ negli anni novanta avrebbe leccato i capelli a Jordan Chandler durante la cerimonia dei World Music Awards, ma egli non ricordava di averla scritta. Agli osservatori in aula apparve una cosa ridicola e inverosimile (anche perché tale cerimonia venne mandata in onda in mondovisione nel 1993); quando più tardi Janet Arvizo sostenne che Jackson aveva leccato i capelli di Gavin sull'aereo che li riportava da Miami a Los Angeles, tanti si domandarono se la donna fosse venuta a conoscenza di quella mail; successivamente la Arvizo ritrattò. Mesereau, durante il controinterrogatorio, ricordò a Jones che durante il colloquio con la polizia aveva negato tassativamente di aver assistito a quell'episodio. Dalla descrizione di Jones circa il comportamento di Jackson durante la cerimonia dei World Music Awards, era chiaro che la pop star trattava i Chandler come se fossero di famiglia.
Stacy Brown. Coautore del libro di Bob Jones, testimoniò che quest'ultimo gli avrebbe detto dei capelli leccati: gli osservatori in aula scossero la testa e quasi risero ascoltando questa dichiarazione, anche perché Jordan Chandler non depose mai e Gavin Arvizo non parlò mai di questo presunto fatto durante la sua deposizione. Quando gli fu chiesto come fosse nata l'idea del libro, Brown affermò che Jones aveva problemi finanziari.
Debbie Rowe. Ex moglie di Jackson, aveva rinunciato ai suoi diritti genitoriali sui due figli, Prince e Paris, avuti dalla superstar ma nel 2004 ebbe un ripensamento e mosse causa per ottenere la custodia dei due bambini. Testimone per l'accusa, aveva collaborato con Sneddon telefonando al team di MJ e permettendo al procuratore di registrare le telefonate dalle quali però non emerse nulla per quanto concerneva il possibile coinvolgimento diretto di Jackson per la registrazione del video di confutazione. La sua testimonianza in aula, tuttavia, favorì la difesa: quando fu interrogata dall'assistente del procuratore, affermò senza esitare che durante il suddetto video (nella quale la si vedeva commuoversi fino alle lacrime mentre difendeva e lodava Jackson) non stava recitando nessun copione, che aveva risposto con sincerità e che non aveva ottenuto alcun compenso per le sue dichiarazioni.
Disse che era stata contenta di rispondere a domande a favore di Michael e che sperava di ricucire un rapporto con lui. Le domande della difesa si concentrarono sui "correi non indiziati" che circondavano Jackson: Shaffel, Weisner e Konitzer. Lei disse che ebbe l'impressione, riguardo al video, che avessero agito all'insaputa dell'artista. Confermò quanto detto alla polizia: Shaffel, Weisner e Konitzer manipolavano MJ e si approfittavano di lui; dichiarò che i tre stavano in tutti i modi cercando di trarre profitto dal nome di Jackson: era a conoscenza del fatto che erano intenzionati a creare aziende in America e in Europa con il nome della pop star, ma lei non era convinta che MJ fosse a conoscenza di tutto ciò. Ribadì che anche in altre occasioni aveva assistito a comportamenti del genere da parte dei "gestori" dell'artista.
"Per quel che ne so io, lui non controlla chi gestisce gli affari. Prendono loro tutte le decisioni e a volte non lo consultano neanche" spiegò la Rowe. Testimoniò che, ad un certo momento, scoprì che Shaffel stava cercando di ricavare milioni di dollari dal filmato della sua intervista. Inoltre affermò che l'uomo si vantava di come era riuscito a sfruttare certe opportunità. Mesereau: "Non ha mai avuto l'impressione che Schaffel non fornisse a Jackson le informazioni complete di ciò che succedeva?" Rowe: "Era come tutti quelli che stavano intorno al signor Jackson. Sì: non gli diceva tutto". Definì i soci di MJ "bugiardi" ed era arrabbiata verso di loro per come si approfittavano di lui. "Attraverso gli occhi di Debbie, il pubblico in aula vide che Michael poteva fidarsi di pochissime persone. Persino i suoi consulenti più intimi, quelli che stavano cercando di "salvarlo", speravano di trarre profitti dal nome della superstar".
Mesereau: "Shaffel, Dieter e Konitzer le dissero che avrebbero fatto parecchi soldi grazie ai problemi sollevati dal documentario di Bashir?" Rowe: "Dissero che avrebbero risolto il problema e si vantavano di averci fatto dei soldi". Mesereau: "E questo la infastidì?" Rowe: "Sì." Definì i soci di MJ "avvoltoi opportunisti" e dichiarò che il loro atteggiamento la irritava. "Sentendola parlare, il pubblico in aula si rese conto di come fosse facile manipolare Michael Jackson. In qualche modo, negli anni, la superstar era diventata completamente vulnerabile". In precedenza era emerso che MJ aveva dato ai suoi soci la procura per firmare ogni cosa: la giuria rimase scioccata da questa rivelazione. La Rowe disse pure che Michael Jackson era un buon padre e un uomo di famiglia.
J. D. O'Brian. Revisore dei conti, fu chiamato a testimoniare dall'accusa per provare che Jackson era in bancarotta: se il procuratore fosse riuscito a dimostrare questo, avrebbe potuto trovare una giustificazione per l'accusa di associazione a delinquere. Il commercialista aveva esaminato alcuni incartamenti che riguardavano l'impero finanziario di Jackson: mostrò una serie di tabelle e grafici per delucidare la giuria riguardo alle presunte entrate e uscite del patrimonio della superstar, i suoi presunti debiti e il valore dei suoi beni tangibili. Secondo O'Brian se Jackson avesse provato a vendere una quota dei suoi beni, come per esempio il catalogo Sony/ATV, del quale era comproprietario con Sony Music, avrebbe poi dovuto pagare delle pesanti tasse e sarebbe rimasto senza niente.
Ma durante l'interrogatorio della difesa emerse che le sue conoscenze relative all'impero finanziario della pop star erano solo approssimative: per esempio O'Brian non sapeva il valore esatto del catalogo Sony/ATV e quali canzoni includeva e la difesa dimostrò che nel 2003 ammontava a ben un miliardo di dollari; MJ avrebbe potuto offrirlo in garanzia per ottenere un prestito ed estinguere i suoi debiti, pagando anche le imposte, se lo avesse voluto; nel 2005 il valore raggiunto oscillava tra i quattro e i cinque miliardi di dollari.
Il commercialista non era a conoscenza, inoltre, che nel 2002 al cantante erano stati offerti cento milioni di dollari per un tour internazionale. Disse che il suo compito era quello di farsi solo un'opinione. Dopo molte domande di Mesereu, il revisore fu costretto ad ammettere di non sapere molto dell'industria musicale, dichiarò che non aveva idea delle possibili opportunità di guadagno di MJ e che, per quanto ne sapeva, l'artista non era mai andato in bancarotta. Ammise infine che una personalità come Michael Jackson avrebbe potuto risolvere i suoi problemi di liquidità in un giorno: la teoria del procuratore secondo la quale il cantante avrebbe commesso il reato di associazione a delinquere fallì quindi miseramente.

## Falso intenzionale
Prima che iniziasse la testimonianza preliminare per la difesa, alla luce di quanto era emerso fino a quel momento, il co-difensore Sanger chiese di respingere tutte le accuse contro Michael Jackson. In assenza della giuria fece notare le menzogne degli Arvizo, comprese quelle di Gavin; citò anche la sua testimonianza al Grand Jury, durante la quale aveva affermato che il primo “incidente” era accaduto verso il febbraio 2003, poi quando gli Arvizo seppero che la conversazione con Brad Miller, nella quale lodavano la pop star, era stata registrata, il ragazzo cambiò le date, sostenendo che il primo episodio a sfondo sessuale era accaduto verso la fine della sua permanenza a Neverland, a marzo. Era un falso intenzionale, sostenne Sanger. L'avvocato fece anche notare le incongruenze della testimonianza di Gavin: stava inventando tutto lì per lì, stava mentendo. Ma il giudice volle proseguire col processo.

## Testimonianze principali della difesa
Larry King. Il giornalista americano Larry King, decise di rilasciare una testimonianza spontanea davanti al giudice; il giornalista aveva partecipato ad una cena con l'ex avvocato dei Chandler, Larry Feldman, che era stato contattato anche da Janet Arvizo, dove quest'ultimo aveva dichiarato che gli Arvizo mentivano e che "erano solo in cerca di soldi". King aggiunse che l'avvocato gli disse che "non aveva rappresentato la famiglia Arvizo perché non aveva trovato credibili le loro affermazioni". Nonostante questo provasse che Feldman avesse dichiarato il falso sotto giuramento, relativamente a questo fatto il giudice non ritenne incriminante la sua testimonianza: ciò avrebbe potuto distruggere la teoria del procuratore distrettuale circa il non coinvolgimento del sospettabile avvocato. Ma alla giuria non fu permesso di ascoltare la testimonianza di King perché, a detta del giudice Melville, era "irrilevante" dato che non si trattava di una vera testimonianza ma di qualcosa che gli era stato riferito.
Wade Robson, Brett Branes, Macaulay Culkin. Alcuni ragazzi tra cui Wade Robson, Brett Branes, e Macaulay Culkin salirono sul banco dei testimoni in quanto, a sentire alcuni ex dipendenti che avevano lavorato a Neverland, sarebbero stati vittime di molestie da parte della pop star, ma le presunte vittime, tra cui, appunto, l'attore Macaulay Culkin protagonista del film Mamma, ho perso l'aereo, negarono tassativamente ed anzi si sentirono offesi e arrabbiati riguardo al fatto che quelle persone avessero mosso accuse di quel genere senza neanche domandare loro se fossero veri certi episodi; testimoniarono che in camera di Jackson c'erano stati molte volte, ma lì non accadeva nulla di male: giocavano ai videogiochi, guardavano film, facevano la lotta con i cuscini.
Culkin disse che la sua famiglia poteva andare ovunque nella proprietà, non era vietato l'ingresso in nessuna stanza, neanche in quella di Michael; per i suoi genitori non era mai stato un problema il fatto che lui dormisse in camera della pop star: loro entravano e uscivano dalla stanza e a volte il padre lo andava a svegliare perché andassero a cavalcare insieme la mattina presto. Non aveva mai visto il cantante fare niente di inappropriato a nessun bambino. Mesereau smascherò in aula gli ex-dipendenti quanto provò che in realtà stavano cercando una sorta di vendetta per essere stati licenziati in seguito ad alcuni furti che avevano commesso nella proprietà; alcuni di loro volevano ottenere dei soldi da Jackson. Un altro accusatore, Jason Francia, la cui madre (ex impiegata anche lei al ranch) chiese un risarcimento a Jackson in quanto il figlio le avrebbe detto di essere stato solleticato dal cantante, si contraddisse più volte e dalla registrazione del suo colloquio con gli sceriffi emerse che fu forzato dalla polizia a dichiarare il falso.
Altri impiegati testimoniarono che non avevano mai visto la pop star agire in modo inappropriato verso i bambini e che la famiglia Arvizo sembrava proprio divertirsi durante il suo soggiorno al ranch. Qualcuno raccontò di come Gavin si mettesse sempre nei guai, come quando, per esempio, investì con la golf car il nipote di Marlon Brando. Il fatto che Gavin potesse guidare veicoli in giro per Neverland, e che quindi avrebbe potuto lasciare la proprietà in ogni momento senza problemi a bordo di uno di questi, fu un duro colpo per la teoria del complotto sostenuta dall'accusa.
Ex avvocato. Un ex avvocato di Jackson testimoniò che aveva deciso di intraprendere un'indagine sulla famiglia Arvizo, quando seppe del caso J. C. Penney, temendo che potessero agire allo stesso modo con il cantante e usare la situazione per manipolarlo. Disse anche: “Chiesi a B. Miller di scoprire dov'erano e di documentare quello che stavano facendo, con chi si incontravano e se cercavano di vendere una storia ai giornali, o di incontrare avvocati o qualcosa di ancora più serio”; dichiarò che temeva che gli Arvizo stessero cercando di estorcere denaro alla superstar; quando esaminò la causa J. C. Penney si fece un'opinione negativa degli Arvizo.
Jay Leno. Il comico Jay Leno testimoniò che spesso riceveva telefonate da bambini malati ai quali cercava di tirare su il morale. Si ricordò della telefonata di Gavin nel 2000, il quale gli lasciava anche dei messaggi, ma questi ultimi sembravano quelli di un adulto e non di un bambino: ”Sembrava che leggesse un copione mentre parlava”. Le telefonate diventavano sempre di più e Leno seppe che Gavin voleva diventare un comico e così pensò che l'insistenza era dovuta a questo, tuttavia gli sembrò strano che non avesse mai ricevuto telefonate da un genitore, un dottore o un adulto. I giurati, mentre sentivano la testimonianza di Leno, si ricordarono che Gavin al banco dei testimoni aveva giurato di non aver mai parlato con lui.

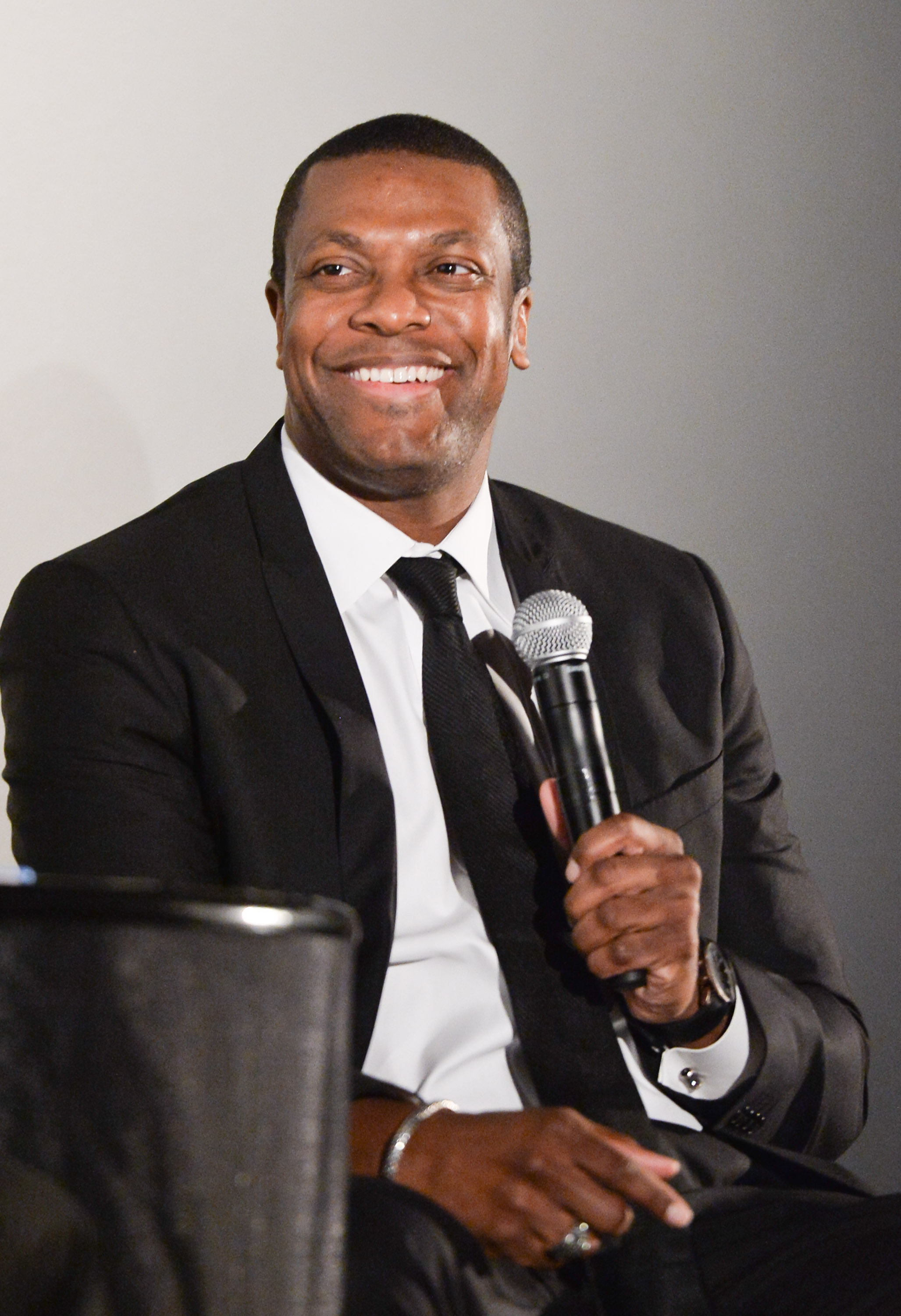
Chris Tucker nel 2014.

Chris Tucker. L'attore Chris Tucker, testimoniò che gli accusatori si rivolsero anche a lui, il quale inizialmente fece anche dei regali a Gavin, poi il ragazzo iniziò a chiedere sempre più soldi e gli Arvizo iniziarono a chiamarlo pure per avere le chiavi delle sue macchine: l'attore cominciò a pensare che c'era qualcosa di sospetto nel loro atteggiamento. Dopo la messa in onda del documentario di Bashir emerse che gli Arvizo, perseguitati dai media, chiesero a Tucker, che era amico del cantante, di cercare Jackson, perché volevano raggiungerlo; in aula furono presentati i tabulati telefonici delle telefonate che essi fecero al comico il 4 febbraio 2003. Gli dissero che volevano raggiungere Michael a Miami. “I giurati non poterono credere alle loro orecchie: per mesi l'accusa aveva dichiarato che gli Arvizo erano stati obbligati ad andare da Jackson a Miami”. Tutti gli Arvizo avevano testimoniato che non era stata loro l'idea di recarsi a Miami. Tucker dichiarò, invece, che erano tutti entusiasti di andare da Michael; Gavin era euforico. Quando giunsero in Florida, Tucker disse a Michael che aveva dei sospetti riguardo agli Arvizo: ”Mike, c'è qualcosa che non va.”.
Durante il processo emerse che la famiglia accusatrice aveva ottenuto così tanto denaro da vari personaggi famosi che Janet ad un certo punto stava per comprare un SUV ma poi depositò i soldi in banca, mentre continuava a truffare l'assistenza sociale che le versava regolarmente assegni. Un editore di un quotidiano testimoniò che fu supplicato di pubblicare un annuncio gratuito per sollecitare donazioni in favore di Gavin quando, in realtà, risultò che le spese sanitarie erano interamente coperte dall'assicurazione del padre. In aula fu mostrato anche il video che testimoniava il colloquio di Gavin con la polizia, ma molto di quello che stava dicendo sembrava studiato a tavolino: “Gavin, ragazzino, noi vogliamo che tu faccia questo” dicevano i poliziotti. Gavin diceva che era successo tutto dopo Miami, che non aveva mai visto le parti intime di MJ, che non era certo di cosa fosse successo durante i presunti atti sessuali e che non era sicuro di cosa fosse un'eiaculazione: in aula si domandarono come fosse possibile che un ragazzo di quell'età non sapesse una cosa del genere. Dopo il video relativo all'interrogatorio di Gavin, Mesereau decise di non controinterrogare gli Arvizo, mossa che spiazzò il procuratore, in quanto gli tolse la possibilità di controinterrogarli a sua volta lui stesso: Sneddon aveva necessità di cambiare la percezione che la famiglia accusatrice aveva dato di sé, ma non ne ebbe l'opportunità.

## Il caso Chandler
Durante il processo si parlò anche del caso Chandler, in quanto il procuratore voleva farne un precedente nella vita del cantante. Jordan Chandler è il ragazzo che accusò Michael Jackson sempre di molestie nel 1993. Si rese irreperibile durante il processo del 2005 quando fu convocato per testimoniare contro Jackson; al suo posto intervenne la madre, June Chandler, la quale dichiarò di non parlare con suo figlio da più di undici anni: emerse che Jordan non voleva avere più niente a che fare con i suoi genitori e si era rivolto al tribunale per chiedere l'emancipazione legale.
La donna confermò che la sua famiglia si era rivolta a Feldman per la causa civile contro la pop star; questa venne mossa contro MJ proprio quando il marito aveva milioni di dollari di debiti. Durante la testimonianza sembrava che avesse una memoria “selettiva”: si ricordava dei regali e dei viaggi con il cantante, ma non del fatto che MJ fece causa ai Chandler per estorsione. Mesereau fece sapere a tutti che grazie a MJ quella famiglia aveva avuto accesso a varie star e ai reali di tutto il mondo. "La Chandler diede l'impressione che la sua famiglia, avendo assaggiato la bella vita, non aveva voglia di rinunciarvi" (A. Jones). Un esempio: Mesereau: ”Lei non disse al procuratore distrettuale di Los Angeles che il suo ex marito Evan, il padre di Jordie, le aveva detto che il rapporto con Michael per Jordie era una fantastica occasione di non doversi preoccupare per il resto della sua vita?” - "Sì"- ammise la donna.
Dai documenti presentati in aula emerse che nel 1993 persino il nuovo marito di June aveva deciso di intentare una causa civile personale contro MJ per cercare di ottenere un risarcimento danni. Mesereau durante una conferenza tenuta ad Harvard dopo il processo, lo stesso anno, disse che i pubblici ministeri avevano cercato di convincere Jordan a testimoniare contro la pop star, ma il ragazzo si rifiutò; se lo avesse fatto l'avvocato aveva dei testimoni che erano pronti a giurare che nulla di inappropriato era mai successo con Michael Jackson.

## Verdetto
Intorno alle 14:25 PDT (21:25 UTC) del 13 giugno 2005, la giuria della Corte Superiore dello Stato della California, Contea di Santa Barbara, giudicò Jackson non colpevole per tutti i 10 reati maggiori e i 4 minori per i quali era stato processato. Dopo il verdetto, il giudice Melville lesse una dichiarazione della giuria: “Noi, la giuria, con gli occhi del mondo puntati addosso, abbiamo studiato scrupolosamente le testimonianze, le prove e le regole di procedura presentate in aula dal 31 gennaio 2005. Seguendo le istruzioni della giuria siamo giunti fiduciosi al nostro verdetto. È nostra speranza che questo caso sia una testimonianza di fiducia nell'integrità e nella veridicità del nostro sistema giudiziario".
Quando il giudice disse a Michael Jackson che era libero di andare, la pop star si rese conto che tutte le accuse contro di lui erano state respinte. Si asciugò le lacrime, abbracciò e ringraziò i suoi avvocati e uscì dall'aula accompagnato dai suoi famigliari e, una volta uscito all'esterno del tribunale da uomo libero, con una mano sul petto, salutò e ringraziò i numerosi fan, giunti da tutto il mondo in suo supporto.

## Critiche alle accuse

### Dubbi sulla legittimità del procedimento
Dopo il processo alcuni osservatori si chiesero il motivo per cui Michael Jackson era stato processato, considerando che il caso in precedenza, dopo le indagini, era stato archiviato perché i fatti non sussistevano; infatti dal procedimento penale non emerse alcuna prova; inoltre molti dei testimoni dell'accusa si rivelarono non credibili e non affidabili; alcuni, anche se poi non tutti salirono sul banco dei testimoni, avevano anche dei precedenti penali; fu registrata pure una conversazione di uno di loro mentre diceva che sarebbe stato pronto a mentire e testimoniare contro Jackson e avrebbe detto che il cantante avrebbe toccato Macaulay Culkin; per $ 500.000, avrebbe testimoniato che la mano della pop star sarebbe andata dentro i pantaloncini. Il giornalista Matt Taibbi di Rolling Stone scrisse: «Apparentemente una storia su come portare un molestatore di bambini alla giustizia, il processo a Michael Jackson è stata invece una specie di parata casalinga di insipidi tipi americani [...] L'MC del procedimento era il procuratore distrettuale Tom Sneddon, il cui ruolo metaforico in questo reality show americano era quello di rappresentare il cuore grigio medio della Nixonian Silent Majority [...] Il primo mese del processo ha caratterizzato forse la raccolta più compromessa di testimoni dell'accusa mai riuniti in un caso criminale americano [...] un gruppo di bugiardi condannati, venditori ambulanti di pettegolezzi pagati o peggio. Nelle sei settimane successive, praticamente ogni pezzo del suo caso è imploso in campo aperto, e il dramma principale del processo si è rapidamente trasformato in una corsa per vedere se il procuratore distrettuale riusciva a mettere tutti i suoi testimoni sul banco senza averne uno di loro rimosso dal tribunale in manette».

### Comportamento dei media
Fuori dal tribunale, migliaia di giornalisti si occuparono del caso, più di quelli dei casi di O. J. Simpson e Scott Peterson messi insieme. Poiché non furono ammesse telecamere in aula, E! e British Sky Broadcasting mandavano in onda una rievocazione del processo. Ma il comportamento dei media fu di parte in quanto favorirono l'accusa riportando solo le dichiarazioni degli accusatori; le notizie relative alla difesa vennero manipolate, le prove prodotte da quest'ultima o i suoi controinterrogatori che sgretolavano in modo inconfutabile le accuse non furono mai riportate all'opinione pubblica, nemmeno le varie contraddizioni relative alle testimonianze degli accusatori e in seguito a ciò, nonostante l'assoluzione, Jackson fu da molti creduto colpevole: quello che successe durante il processo Jackson, fu definito da Charles Thomson "uno degli episodi più vergognosi della storia del giornalismo".
Luka Neskovic scrisse un articolo per The Huffington Post dal titolo: "Come i media hanno fatto a pezzi l'uomo allo specchio", in cui egli disse: «Se questo è stato chiamato il "processo del secolo" i media hanno dato il peggio di sé stessi: il sensazionalismo, l'esclusività, la negatività, l'eccentricità, il caos e l'isteria sono alcuni degli aspetti che lo hanno caratterizzato. Dopo tutto, questa era la cosa che li interessava e anche per la maggior parte di noi (e purtroppo sono pochi quelli che non rientrano nella maggioranza)». Durante il processo, Matt Drudge accusò i media di ignorare le testimonianze e prove che dimostravano l'innocenza di Jackson e disse: "Qui fuori (...) Michael Jackson è stato letteralmente crocifisso. Penso che se si facesse un sondaggio, il 95% della gente che ascolta questi talk show locali ritiene Michael Jackson colpevole... perché si basa sulla copertura mediatica".
Court TV assunse una giornalista di tabloid, Diane Dimond, per occuparsi del processo anche se la Dimond era stata precedentemente citata in giudizio da Jackson e aveva eluso l'accusa di diffamazione con l'aiuto del procuratore Sneddon. La reporter investigativa Aphrodite Jones nel 2007 scrisse un libro nel quale riportò accuratamente gli atti del processo e denunciò il comportamento mediatico: Michael Jackson - Conspiracy: fu costretta a ricorrere al self-publishing in quanto nessuna casa editrice aveva interesse a rendere pubblica la verità sul processo Jackson. La Jones inizialmente credeva la pop star colpevole, ma assistendo a ciò che successe in aula dovette ricredersi.
La mattina del 10 marzo 2005, Jackson fu ricoverato in ospedale a causa di un infortunio alla schiena. Il giudice minacciò di emettere un mandato di arresto e la confisca della cauzione se Jackson non si fosse presentato in aula nel giro di un'ora. Così il cantante, non avendo il tempo di tornare a casa per cambiarsi, si recò al palazzo di giustizia con ancora indosso i pantaloni del pigiama e pantofole: anche questo incidente fu pesantemente strumentalizzato dai media, che definirono l'artista un malato di mente.

### Incongruenze e sospetti di un complotto contro Jackson
Alcune fonti criticarono le accuse; la giornalista Aphrodite Jones dichiarò: “Le accuse cominciarono a prendere forma quando la famiglia Arvizo non riuscì a ottenere soldi per il documentario di Bashir o per il video di confutazione realizzato per elogiare Jackson”.
Inoltre destò scalpore il fatto che Jackson fu incriminato in base a eventi che, secondo l'accusatore, sarebbero avvenuti solo dopo la messa in onda del documentario di Bashir, quando il cantante aveva gli occhi del mondo puntati addosso e la polizia aveva cominciato a indagare. La difesa dichiarerà che sarebbe assurdo pensare che Jackson avesse molestato il ragazzo quando era stato appena sospettato del misfatto, infatti il documentario di Bashir era andato in onda negli Stati Uniti il 6 febbraio 2003; Gavin Arvizo disse che le presunte molestie avvennero tra il 20 febbraio 2003 e il 12 marzo dello stesso anno.
Inoltre molti famigliari, sostenitori e anche lo scrittore Lynton Guest nel suo libro "The Trials Of Michael Jackson" del 2006, insinuarono sospetti riguardo al fatto che, sia le accuse del 2003 sia quelle del 1993 fossero state un espediente per far fallire Jackson e prendere il controllo del suo vasto patrimonio.
Michael Jackson era infatti convinto che ci fosse un complotto in atto nei suoi confronti che avrebbe visto coinvolta la Sony: lo scopo sarebbe stato quello di sottrargli il catalogo Sony/ATV che vale miliardi di dollari, di cui lui possedeva il 50%. Mesereau non trovò prove al riguardo, ma sostenne che ciò aveva un senso perché la pop star in carcere non avrebbe potuto difendere la proprietà del catalogo.
Durante il processo venne inoltre dichiarato sotto giuramento da uno dei testimoni dell'accusa, tale D. Le Grand, che lui stesso venne assunto da Jackson per indagare su alcuni soci verso i quali il cantante sospettava fortemente che lo stessero derubando; Le Grand si rivolse all'agenzia investigativa “Interfor”; durante il processo, quest'ultima scoprì una stretta relazione d'affari tra un ex avvocato di Jackson, John Branca (diventato co-esecutore testamentario del patrimonio di Jackson dopo la sua morte), e Tommy Mottola, l'ex-presidente della Sony Records, soprattutto per quel che riguardava gli affari di Michael Jackson. Interfor iniziò a investigare sul flusso di soldi di Jackson che attraverso Mottola e Branca andavano a finire in conti fittizi nei Caraibi: "Interfor crede che, a questo punto nelle investigazioni, se avessimo più tempo e un budget adeguato avremmo modo di sviluppare un'intelligence che andrebbe a scoprire un piano studiato per far crollare l'impero di Michael Jackson architettato da Mottola e Branca girando soldi su conti fittizi".
Molti in aula, tra cui i giurati, ebbero poi l'impressione che era diventata un'ossessione per Sneddon far condannare Jackson, come dichiararono successivamente. Questo venne ribadito da uno di loro anche nel documentario True Crime sempre di Aphrodite Jones, trasmesso su Investigation Discovery, nel 2010.
Qualcuno, come C. Thomson, pose la questione razziale perché la persecuzione di Jackson iniziò quando cominciò ad avere più successo di qualsiasi altro bianco: “Spesso confronto Jackson con Jack Johnson, il primo campione nero di boxe della categoria pesi massimi. Il trattamento di Johnson da parte dei media è stato indiscutibilmente razzista e il trattamento di Jackson da parte dei media è stato incontestabilmente simile; insulti, citazioni errate dilaganti, racconti fasulli, cartoni animati dispregiativi, copertura prevenuta delle accuse penali - e così via.".

## Sviluppi successivi

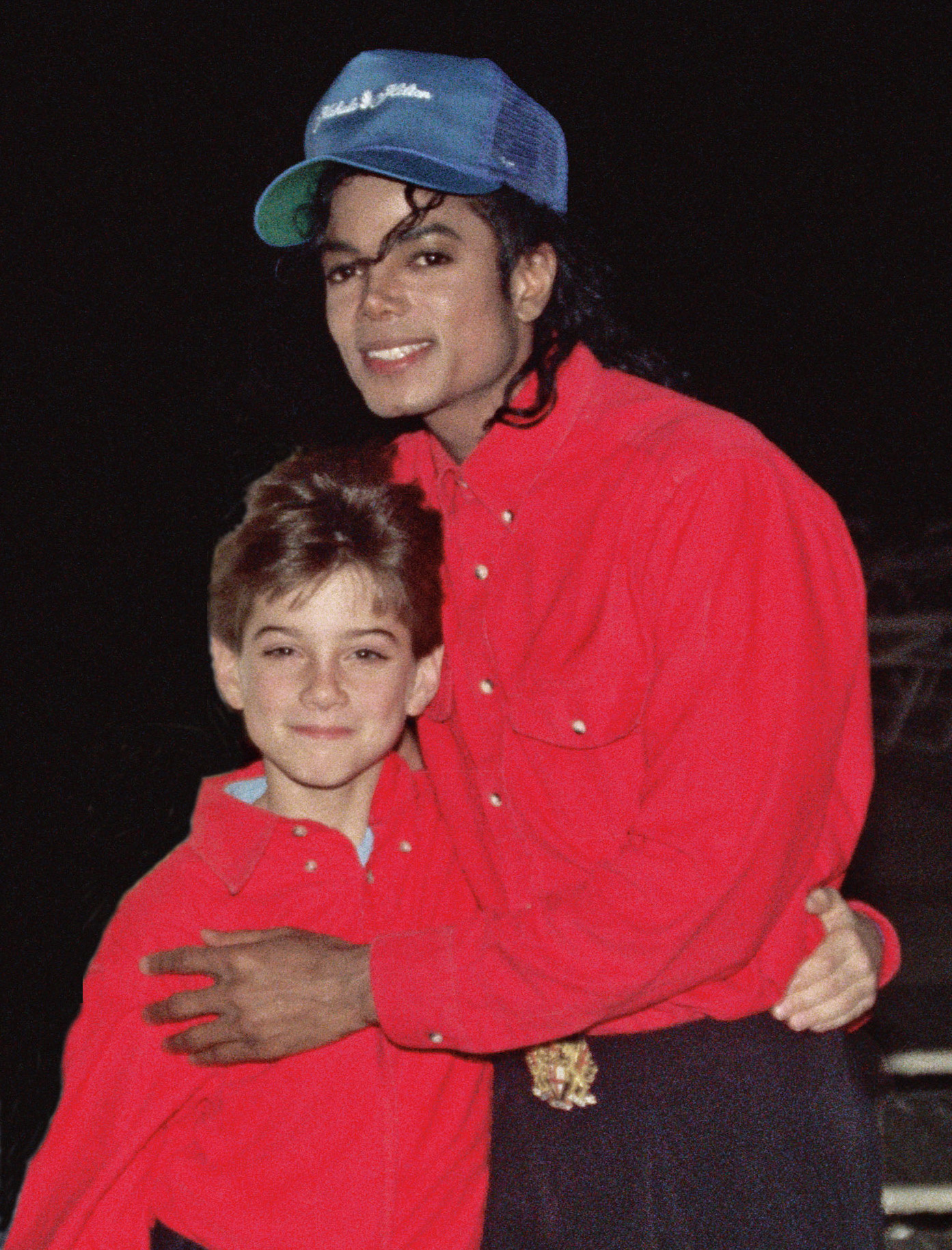
Jackson con Safechuck nel 1988.

Nel 2013, il coreografo Wade Robson, che aveva testimoniato sotto giuramento al processo in favore di Jackson dichiarando di non essere mai stato da lui molestato sessualmente, ha intentato una causa civile per 1,5 miliardi di dollari contro gli eredi di Jackson, affermando che Michael Jackson aveva invece abusato di lui per un periodo di sette anni quando era un bambino. Nel maggio 2015, il giudice Mitchell Beckloff ha respinto la causa, dichiarando che Robson aveva atteso troppo tempo prima di ritrattare la sua prima testimonianza.
Nel 2014, un altro uomo che aveva trascorso del tempo con Jackson da bambino, James Safechuck, dichiarò di essere stato anch'egli vittima di abusi sessuali da parte del cantante chiedendo un altrettanto miliardario risarcimento; anche questo venne però rigettato dai giudici. Inoltre, disse di essere stato molestato sessualmente in più di 100 occasioni da Jackson in un periodo di quattro anni, e di essere stato sottoposto a una specie di "lavaggio del cervello" che lo aveva portato a scambiare gli abusi per "atti d'amore". Le accuse sono state tacciate dai famigliari di Jackson e dai loro legali come false e i due accusatori come due persone in cerca di soldi facili e di notorietà.
Le accuse di Robson e Safechuck mosse nei confronti di Michael Jackson sono finite al centro di un documentario del 2019 intitolato Leaving Neverland.
Nel corso dei mesi successivi alla messa in onda del documentario sono emerse però varie incongruenze alle testimonianze che mettono in dubbio le accuse di presunti abusi e la serietà del regista che è stato accusato di aver girato in realtà un "mockumentario" deliberatamente unilaterale.